# Тигр
Тигр (лат. Panthera tigris) — хищное млекопитающее семейства кошачьих, один из пяти видов рода пантер, принадлежащего к подсемейству больших кошек. Слово «тигр» происходит от др.-греч. τίγρις, которое, в свою очередь, восходит к др.-перс. *tigri от корня «*taig» со значением «острый; быстрый».
Среди представителей этого вида встречаются крупнейшие животные семейства кошачьих. Тигр является одним из крупнейших наземных хищников, уступая по массе лишь белому и бурому медведям. Выделено два современных подвида тигра, включающих девять популяций, из которых к началу XXI века сохранились лишь шесть. Общая численность составляет порядка 4000—6500 особей. Самой многочисленной является популяция бенгальского тигра, составляющая около 40 % от всей популяции тигров.
В XX веке внесён в Красную книгу МСОП, в Красную книгу России, а также в охранные документы других стран. По состоянию на 2020 год, охота на тигров запрещена во всём мире.

## История изучения
Первое научное описание тигра было сделано Карлом Линнеем в его труде «Systema naturæ», под названием Felis tigris. Позднее в 1858 году русский натуралист Николай Северцов описывает данный вид под названием Tigris striatus. В 1867 году британский зоолог Джордж Грей описывает его под названием Tigris regalis. Начиная с 1929 года тигра относят к роду Panthera.

## Филогения

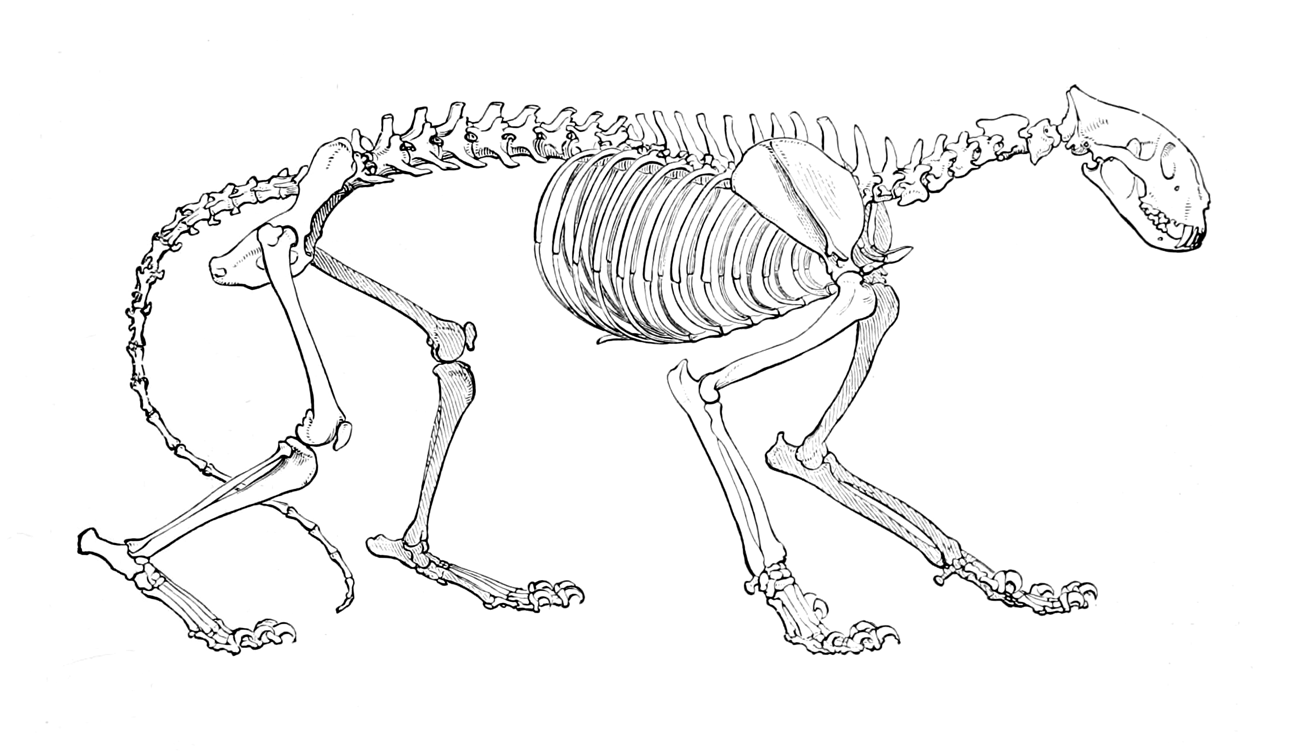
Скелет тигра

Основные данные относительно эволюции вида получены с помощью анализа ископаемых остатков и исследований в области молекулярной филогенетики.
На базе кладистического анализа было доказано, что центр происхождения вида располагался в восточной Азии.
Реконструкция ископаемых остатков тигров в силу ряда причин довольно сложна: немногочисленность палеонтологических находок, которые в основном сильно фрагментированы; вероятность загрязнения материалов остатками родственных видов и зачастую нечёткое датирование находок.
Древнейшие ископаемые остатки тигров известны из северного Китая и острова Ява. Близкая к тигру предковая форма Panthera palaeosinensis была небольшой по сравнению с ним кошкой, обитавшей в области Хэнань в Северном Китае с конца плиоцена до начала плейстоцена. Размер этого животного был промежуточным между размерами современных индийских леопардов и популяций тигра с Зондских островов. Возможно, Panthera palaeosinensis является крупной формой леопарда или общим предком двух или более видов современного рода Panthera. Чёткое таксономическое положение вида Panthera palaeosinensis требует дополнительных исследований.
Ранние ископаемые остатки тигров также были найдены в пластах Джетис на Яве и были датированы возрастом от 1,66 до 1,81 млн лет. Таким образом, уже приблизительно 2 млн лет назад, в начале плейстоцена, тигр был довольно широко распространён в восточной Азии, обитая также на островах Борнео и Палаван. Считалось, что районом происхождения тигра была территория сегодняшнего северного Китая, но последние палеонтологические данные свидетельствуют о значительно более широком ареале сразу с момента появления его древнейших ископаемых остатков. Ряд палеонтологов считают, что для происхождения данного вида не требовалась изоляция его предков на таком ограниченном участке, как Маньчжурия. Для проявления морфологической и генетической дивергенции тигра от предшествующих и родственных форм достаточно было изоляции отдельных популяций, которая могла произойти в различное время в различных по климату и рельефу районах юго-восточной Азии. Анализ геномов показал, что предки ирбисов отделились от предков тигров 1,67 млн л. н. (95 % доверительный интервал: 1,48—1,83 млн л. н.). Материковые тигры и тигры Зондских островов разошлись 67,3 тыс. л. н. (95 % доверительный интервал: 45,1—123,0 тыс. л. н.).
|  | †P. t. acutidens |
|  | |
|  | \| \| P. t. amoyensis \| \| \| \| \| \| P. t. tigris \| \| \| \| \| \| P. t. virgata \| \| \| \| \| \| P. t. altaica \| \| \| \| \| \| P. t. corbetti \| \| \| \| \| \| P. t. jacksoni \| \| \| \| |
|  | |
|  | P. t. amoyensis |
|  | |
|  | P. t. tigris |
|  | |
|  | P. t. virgata |
|  | |
|  | P. t. altaica |
|  | |
|  | P. t. corbetti |
|  | |
|  | P. t. jacksoni |
|  | |

|  | P. t. amoyensis |
|  |                 |
|  | P. t. tigris    |
|  |                 |
|  | P. t. virgata   |
|  |                 |
|  | P. t. altaica   |
|  |                 |
|  | P. t. corbetti  |
|  |                 |
|  | P. t. jacksoni  |
|  |                 |

|  | †Panthera tigris trinilensis |
|  |                              |
|  | P. t. sumatrae               |
|  |                              |
|  | †P. s. sondaica              |
|  |                              |
|  | †P. t. balica                |
|  |                              |

|  | †P. t. acutidens |
|  | |
|  | \| \| P. t. amoyensis \| \| \| \| \| \| P. t. tigris \| \| \| \| \| \| P. t. virgata \| \| \| \| \| \| P. t. altaica \| \| \| \| \| \| P. t. corbetti \| \| \| \| \| \| P. t. jacksoni \| \| \| \| |
|  | |
|  | P. t. amoyensis |
|  | |
|  | P. t. tigris |
|  | |
|  | P. t. virgata |
|  | |
|  | P. t. altaica |
|  | |
|  | P. t. corbetti |
|  | |
|  | P. t. jacksoni |
|  | |

|  | P. t. amoyensis |
|  |                 |
|  | P. t. tigris    |
|  |                 |
|  | P. t. virgata   |
|  |                 |
|  | P. t. altaica   |
|  |                 |
|  | P. t. corbetti  |
|  |                 |
|  | P. t. jacksoni  |
|  |                 |

|  | †Panthera tigris trinilensis |
|  |                              |
|  | P. t. sumatrae               |
|  |                              |
|  | †P. s. sondaica              |
|  |                              |
|  | †P. t. balica                |
|  |                              |

|  | †P. t. acutidens |
|  | |
|  | \| \| P. t. amoyensis \| \| \| \| \| \| P. t. tigris \| \| \| \| \| \| P. t. virgata \| \| \| \| \| \| P. t. altaica \| \| \| \| \| \| P. t. corbetti \| \| \| \| \| \| P. t. jacksoni \| \| \| \| |
|  | |
|  | P. t. amoyensis |
|  | |
|  | P. t. tigris |
|  | |
|  | P. t. virgata |
|  | |
|  | P. t. altaica |
|  | |
|  | P. t. corbetti |
|  | |
|  | P. t. jacksoni |
|  | |

|  | P. t. amoyensis |
|  |                 |
|  | P. t. tigris    |
|  |                 |
|  | P. t. virgata   |
|  |                 |
|  | P. t. altaica   |
|  |                 |
|  | P. t. corbetti  |
|  |                 |
|  | P. t. jacksoni  |
|  |                 |

|  | †Panthera tigris trinilensis |
|  |                              |
|  | P. t. sumatrae               |
|  |                              |
|  | †P. s. sondaica              |
|  |                              |
|  | †P. t. balica                |
|  |                              |

|  | †P. t. acutidens |
|  | |
|  | \| \| P. t. amoyensis \| \| \| \| \| \| P. t. tigris \| \| \| \| \| \| P. t. virgata \| \| \| \| \| \| P. t. altaica \| \| \| \| \| \| P. t. corbetti \| \| \| \| \| \| P. t. jacksoni \| \| \| \| |
|  | |
|  | P. t. amoyensis |
|  | |
|  | P. t. tigris |
|  | |
|  | P. t. virgata |
|  | |
|  | P. t. altaica |
|  | |
|  | P. t. corbetti |
|  | |
|  | P. t. jacksoni |
|  | |

|  | P. t. amoyensis |
|  |                 |
|  | P. t. tigris    |
|  |                 |
|  | P. t. virgata   |
|  |                 |
|  | P. t. altaica   |
|  |                 |
|  | P. t. corbetti  |
|  |                 |
|  | P. t. jacksoni  |
|  |                 |

|  | †Panthera tigris trinilensis |
|  |                              |
|  | P. t. sumatrae               |
|  |                              |
|  | †P. s. sondaica              |
|  |                              |
|  | †P. t. balica                |
|  |                              |

|  | †P. t. acutidens |
|  | |
|  | \| \| P. t. amoyensis \| \| \| \| \| \| P. t. tigris \| \| \| \| \| \| P. t. virgata \| \| \| \| \| \| P. t. altaica \| \| \| \| \| \| P. t. corbetti \| \| \| \| \| \| P. t. jacksoni \| \| \| \| |
|  | |
|  | P. t. amoyensis |
|  | |
|  | P. t. tigris |
|  | |
|  | P. t. virgata |
|  | |
|  | P. t. altaica |
|  | |
|  | P. t. corbetti |
|  | |
|  | P. t. jacksoni |
|  | |

|  | P. t. amoyensis |
|  |                 |
|  | P. t. tigris    |
|  |                 |
|  | P. t. virgata   |
|  |                 |
|  | P. t. altaica   |
|  |                 |
|  | P. t. corbetti  |
|  |                 |
|  | P. t. jacksoni  |
|  |                 |

|  | †Panthera tigris trinilensis |
|  |                              |
|  | P. t. sumatrae               |
|  |                              |
|  | †P. s. sondaica              |
|  |                              |
|  | †P. t. balica                |
|  |                              |

|  | †P. t. acutidens |
|  | |
|  | \| \| P. t. amoyensis \| \| \| \| \| \| P. t. tigris \| \| \| \| \| \| P. t. virgata \| \| \| \| \| \| P. t. altaica \| \| \| \| \| \| P. t. corbetti \| \| \| \| \| \| P. t. jacksoni \| \| \| \| |
|  | |
|  | P. t. amoyensis |
|  | |
|  | P. t. tigris |
|  | |
|  | P. t. virgata |
|  | |
|  | P. t. altaica |
|  | |
|  | P. t. corbetti |
|  | |
|  | P. t. jacksoni |
|  | |

|  | P. t. amoyensis |
|  |                 |
|  | P. t. tigris    |
|  |                 |
|  | P. t. virgata   |
|  |                 |
|  | P. t. altaica   |
|  |                 |
|  | P. t. corbetti  |
|  |                 |
|  | P. t. jacksoni  |
|  |                 |

|  | †Panthera tigris trinilensis |
|  |                              |
|  | P. t. sumatrae               |
|  |                              |
|  | †P. s. sondaica              |
|  |                              |
|  | †P. t. balica                |
|  |                              |

|  | †P. t. acutidens |
|  | |
|  | \| \| P. t. amoyensis \| \| \| \| \| \| P. t. tigris \| \| \| \| \| \| P. t. virgata \| \| \| \| \| \| P. t. altaica \| \| \| \| \| \| P. t. corbetti \| \| \| \| \| \| P. t. jacksoni \| \| \| \| |
|  | |
|  | P. t. amoyensis |
|  | |
|  | P. t. tigris |
|  | |
|  | P. t. virgata |
|  | |
|  | P. t. altaica |
|  | |
|  | P. t. corbetti |
|  | |
|  | P. t. jacksoni |
|  | |

|  | P. t. amoyensis |
|  |                 |
|  | P. t. tigris    |
|  |                 |
|  | P. t. virgata   |
|  |                 |
|  | P. t. altaica   |
|  |                 |
|  | P. t. corbetti  |
|  |                 |
|  | P. t. jacksoni  |
|  |                 |

|  | †Panthera tigris trinilensis |
|  |                              |
|  | P. t. sumatrae               |
|  |                              |
|  | †P. s. sondaica              |
|  |                              |
|  | †P. t. balica                |
|  |                              |

|  | †P. t. acutidens |
|  | |
|  | \| \| P. t. amoyensis \| \| \| \| \| \| P. t. tigris \| \| \| \| \| \| P. t. virgata \| \| \| \| \| \| P. t. altaica \| \| \| \| \| \| P. t. corbetti \| \| \| \| \| \| P. t. jacksoni \| \| \| \| |
|  | |
|  | P. t. amoyensis |
|  | |
|  | P. t. tigris |
|  | |
|  | P. t. virgata |
|  | |
|  | P. t. altaica |
|  | |
|  | P. t. corbetti |
|  | |
|  | P. t. jacksoni |
|  | |

|  | P. t. amoyensis |
|  |                 |
|  | P. t. tigris    |
|  |                 |
|  | P. t. virgata   |
|  |                 |
|  | P. t. altaica   |
|  |                 |
|  | P. t. corbetti  |
|  |                 |
|  | P. t. jacksoni  |
|  |                 |

|  | †Panthera tigris trinilensis |
|  |                              |
|  | P. t. sumatrae               |
|  |                              |
|  | †P. s. sondaica              |
|  |                              |
|  | †P. t. balica                |
|  |                              |

|  | †Panthera tigris acutidens |
|  | |
|  | \| \| P. t. amoyensis \| \| \| \| \| \| P. t. tigris \| \| \| \| \| \| P. t. virgata \| \| \| \| \| \| P. t. altaica \| \| \| \| \| \| P. t. corbetti \| \| \| \| \| \| P. t. jacksoni \| \| \| \| |
|  | |
|  | P. t. amoyensis |
|  | |
|  | P. t. tigris |
|  | |
|  | P. t. virgata |
|  | |
|  | P. t. altaica |
|  | |
|  | P. t. corbetti |
|  | |
|  | P. t. jacksoni |
|  | |

|  | P. t. amoyensis |
|  |                 |
|  | P. t. tigris    |
|  |                 |
|  | P. t. virgata   |
|  |                 |
|  | P. t. altaica   |
|  |                 |
|  | P. t. corbetti  |
|  |                 |
|  | P. t. jacksoni  |
|  |                 |

|  | Panthera tigris trinilensis                                                                         |
|  | |
|  | P. t. sumatrae                                                                                      |
|  | |
|  | \| \| †P. s. sondaica \| \| \| \| \| \| †P. s. sondaica \| \| \| \| \| \| †P. s. balica \| \| \| \| |
|  | |
|  | †P. s. sondaica                                                                                     |
|  | |
|  | †P. s. sondaica                                                                                     |
|  | |
|  | †P. s. balica                                                                                       |
|  | |

|  | †P. s. sondaica |
|  |                 |
|  | †P. s. sondaica |
|  |                 |
|  | †P. s. balica   |
|  |                 |

|  | †Panthera tigris acutidens |
|  | |
|  | \| \| P. t. amoyensis \| \| \| \| \| \| P. t. tigris \| \| \| \| \| \| P. t. virgata \| \| \| \| \| \| P. t. altaica \| \| \| \| \| \| P. t. corbetti \| \| \| \| \| \| P. t. jacksoni \| \| \| \| |
|  | |
|  | P. t. amoyensis |
|  | |
|  | P. t. tigris |
|  | |
|  | P. t. virgata |
|  | |
|  | P. t. altaica |
|  | |
|  | P. t. corbetti |
|  | |
|  | P. t. jacksoni |
|  | |

|  | P. t. amoyensis |
|  |                 |
|  | P. t. tigris    |
|  |                 |
|  | P. t. virgata   |
|  |                 |
|  | P. t. altaica   |
|  |                 |
|  | P. t. corbetti  |
|  |                 |
|  | P. t. jacksoni  |
|  |                 |

|  | Panthera tigris trinilensis                                                                         |
|  | |
|  | P. t. sumatrae                                                                                      |
|  | |
|  | \| \| †P. s. sondaica \| \| \| \| \| \| †P. s. sondaica \| \| \| \| \| \| †P. s. balica \| \| \| \| |
|  | |
|  | †P. s. sondaica                                                                                     |
|  | |
|  | †P. s. sondaica                                                                                     |
|  | |
|  | †P. s. balica                                                                                       |
|  | |

|  | †P. s. sondaica |
|  |                 |
|  | †P. s. sondaica |
|  |                 |
|  | †P. s. balica   |
|  |                 |

|  | †Panthera tigris acutidens |
|  | |
|  | \| \| P. t. amoyensis \| \| \| \| \| \| P. t. tigris \| \| \| \| \| \| P. t. virgata \| \| \| \| \| \| P. t. altaica \| \| \| \| \| \| P. t. corbetti \| \| \| \| \| \| P. t. jacksoni \| \| \| \| |
|  | |
|  | P. t. amoyensis |
|  | |
|  | P. t. tigris |
|  | |
|  | P. t. virgata |
|  | |
|  | P. t. altaica |
|  | |
|  | P. t. corbetti |
|  | |
|  | P. t. jacksoni |
|  | |

|  | P. t. amoyensis |
|  |                 |
|  | P. t. tigris    |
|  |                 |
|  | P. t. virgata   |
|  |                 |
|  | P. t. altaica   |
|  |                 |
|  | P. t. corbetti  |
|  |                 |
|  | P. t. jacksoni  |
|  |                 |

|  | Panthera tigris trinilensis                                                                         |
|  | |
|  | P. t. sumatrae                                                                                      |
|  | |
|  | \| \| †P. s. sondaica \| \| \| \| \| \| †P. s. sondaica \| \| \| \| \| \| †P. s. balica \| \| \| \| |
|  | |
|  | †P. s. sondaica                                                                                     |
|  | |
|  | †P. s. sondaica                                                                                     |
|  | |
|  | †P. s. balica                                                                                       |
|  | |

|  | †P. s. sondaica |
|  |                 |
|  | †P. s. sondaica |
|  |                 |
|  | †P. s. balica   |
|  |                 |

|  | †Panthera tigris acutidens |
|  | |
|  | \| \| P. t. amoyensis \| \| \| \| \| \| P. t. tigris \| \| \| \| \| \| P. t. virgata \| \| \| \| \| \| P. t. altaica \| \| \| \| \| \| P. t. corbetti \| \| \| \| \| \| P. t. jacksoni \| \| \| \| |
|  | |
|  | P. t. amoyensis |
|  | |
|  | P. t. tigris |
|  | |
|  | P. t. virgata |
|  | |
|  | P. t. altaica |
|  | |
|  | P. t. corbetti |
|  | |
|  | P. t. jacksoni |
|  | |

|  | P. t. amoyensis |
|  |                 |
|  | P. t. tigris    |
|  |                 |
|  | P. t. virgata   |
|  |                 |
|  | P. t. altaica   |
|  |                 |
|  | P. t. corbetti  |
|  |                 |
|  | P. t. jacksoni  |
|  |                 |

|  | Panthera tigris trinilensis                                                                         |
|  | |
|  | P. t. sumatrae                                                                                      |
|  | |
|  | \| \| †P. s. sondaica \| \| \| \| \| \| †P. s. sondaica \| \| \| \| \| \| †P. s. balica \| \| \| \| |
|  | |
|  | †P. s. sondaica                                                                                     |
|  | |
|  | †P. s. sondaica                                                                                     |
|  | |
|  | †P. s. balica                                                                                       |
|  | |

|  | †P. s. sondaica |
|  |                 |
|  | †P. s. sondaica |
|  |                 |
|  | †P. s. balica   |
|  |                 |

|  | †Panthera tigris acutidens |
|  | |
|  | \| \| P. t. amoyensis \| \| \| \| \| \| P. t. tigris \| \| \| \| \| \| P. t. virgata \| \| \| \| \| \| P. t. altaica \| \| \| \| \| \| P. t. corbetti \| \| \| \| \| \| P. t. jacksoni \| \| \| \| |
|  | |
|  | P. t. amoyensis |
|  | |
|  | P. t. tigris |
|  | |
|  | P. t. virgata |
|  | |
|  | P. t. altaica |
|  | |
|  | P. t. corbetti |
|  | |
|  | P. t. jacksoni |
|  | |

|  | P. t. amoyensis |
|  |                 |
|  | P. t. tigris    |
|  |                 |
|  | P. t. virgata   |
|  |                 |
|  | P. t. altaica   |
|  |                 |
|  | P. t. corbetti  |
|  |                 |
|  | P. t. jacksoni  |
|  |                 |

|  | Panthera tigris trinilensis                                                                         |
|  | |
|  | P. t. sumatrae                                                                                      |
|  | |
|  | \| \| †P. s. sondaica \| \| \| \| \| \| †P. s. sondaica \| \| \| \| \| \| †P. s. balica \| \| \| \| |
|  | |
|  | †P. s. sondaica                                                                                     |
|  | |
|  | †P. s. sondaica                                                                                     |
|  | |
|  | †P. s. balica                                                                                       |
|  | |

|  | †P. s. sondaica |
|  |                 |
|  | †P. s. sondaica |
|  |                 |
|  | †P. s. balica   |
|  |                 |

|  | †Panthera tigris acutidens |
|  | |
|  | \| \| P. t. amoyensis \| \| \| \| \| \| P. t. tigris \| \| \| \| \| \| P. t. virgata \| \| \| \| \| \| P. t. altaica \| \| \| \| \| \| P. t. corbetti \| \| \| \| \| \| P. t. jacksoni \| \| \| \| |
|  | |
|  | P. t. amoyensis |
|  | |
|  | P. t. tigris |
|  | |
|  | P. t. virgata |
|  | |
|  | P. t. altaica |
|  | |
|  | P. t. corbetti |
|  | |
|  | P. t. jacksoni |
|  | |

|  | P. t. amoyensis |
|  |                 |
|  | P. t. tigris    |
|  |                 |
|  | P. t. virgata   |
|  |                 |
|  | P. t. altaica   |
|  |                 |
|  | P. t. corbetti  |
|  |                 |
|  | P. t. jacksoni  |
|  |                 |

|  | Panthera tigris trinilensis                                                                         |
|  | |
|  | P. t. sumatrae                                                                                      |
|  | |
|  | \| \| †P. s. sondaica \| \| \| \| \| \| †P. s. sondaica \| \| \| \| \| \| †P. s. balica \| \| \| \| |
|  | |
|  | †P. s. sondaica                                                                                     |
|  | |
|  | †P. s. sondaica                                                                                     |
|  | |
|  | †P. s. balica                                                                                       |
|  | |

|  | †P. s. sondaica |
|  |                 |
|  | †P. s. sondaica |
|  |                 |
|  | †P. s. balica   |
|  |                 |

|  | †Panthera tigris acutidens |
|  | |
|  | \| \| P. t. amoyensis \| \| \| \| \| \| P. t. tigris \| \| \| \| \| \| P. t. virgata \| \| \| \| \| \| P. t. altaica \| \| \| \| \| \| P. t. corbetti \| \| \| \| \| \| P. t. jacksoni \| \| \| \| |
|  | |
|  | P. t. amoyensis |
|  | |
|  | P. t. tigris |
|  | |
|  | P. t. virgata |
|  | |
|  | P. t. altaica |
|  | |
|  | P. t. corbetti |
|  | |
|  | P. t. jacksoni |
|  | |

|  | P. t. amoyensis |
|  |                 |
|  | P. t. tigris    |
|  |                 |
|  | P. t. virgata   |
|  |                 |
|  | P. t. altaica   |
|  |                 |
|  | P. t. corbetti  |
|  |                 |
|  | P. t. jacksoni  |
|  |                 |

|  | Panthera tigris trinilensis                                                                         |
|  | |
|  | P. t. sumatrae                                                                                      |
|  | |
|  | \| \| †P. s. sondaica \| \| \| \| \| \| †P. s. sondaica \| \| \| \| \| \| †P. s. balica \| \| \| \| |
|  | |
|  | †P. s. sondaica                                                                                     |
|  | |
|  | †P. s. sondaica                                                                                     |
|  | |
|  | †P. s. balica                                                                                       |
|  | |

|  | †P. s. sondaica |
|  |                 |
|  | †P. s. sondaica |
|  |                 |
|  | †P. s. balica   |
|  |                 |

|  | †Panthera tigris acutidens |
|  | |
|  | \| \| P. t. amoyensis \| \| \| \| \| \| P. t. tigris \| \| \| \| \| \| P. t. virgata \| \| \| \| \| \| P. t. altaica \| \| \| \| \| \| P. t. corbetti \| \| \| \| \| \| P. t. jacksoni \| \| \| \| |
|  | |
|  | P. t. amoyensis |
|  | |
|  | P. t. tigris |
|  | |
|  | P. t. virgata |
|  | |
|  | P. t. altaica |
|  | |
|  | P. t. corbetti |
|  | |
|  | P. t. jacksoni |
|  | |

|  | P. t. amoyensis |
|  |                 |
|  | P. t. tigris    |
|  |                 |
|  | P. t. virgata   |
|  |                 |
|  | P. t. altaica   |
|  |                 |
|  | P. t. corbetti  |
|  |                 |
|  | P. t. jacksoni  |
|  |                 |

|  | Panthera tigris trinilensis                                                                         |
|  | |
|  | P. t. sumatrae                                                                                      |
|  | |
|  | \| \| †P. s. sondaica \| \| \| \| \| \| †P. s. sondaica \| \| \| \| \| \| †P. s. balica \| \| \| \| |
|  | |
|  | †P. s. sondaica                                                                                     |
|  | |
|  | †P. s. sondaica                                                                                     |
|  | |
|  | †P. s. balica                                                                                       |
|  | |

|  | †P. s. sondaica |
|  |                 |
|  | †P. s. sondaica |
|  |                 |
|  | †P. s. balica   |
|  |                 |

Относительно многочисленные ископаемые остатки тигров, датируемые периодом от раннего до позднего плейстоцена, известны из Китая, с Суматры и Явы, но в Индии, на Алтае, в Сибири и других районах тигры появились лишь в конце плейстоцена. Также было сделано несколько находок больших кошек, которые были классифицированы как тигры, на территории восточной Берингии, но тем не менее ископаемые остатки тигров на территории Америки до сих пор не известны. Тигры размером меньше среднего, согласно палеонтологическим данным, в позднем плейстоцене обитали на территории Японии и на Сахалине. Меньший размер этих тигров, как и современных с островов Зондского архипелага, объясняется явлением островной карликовости.

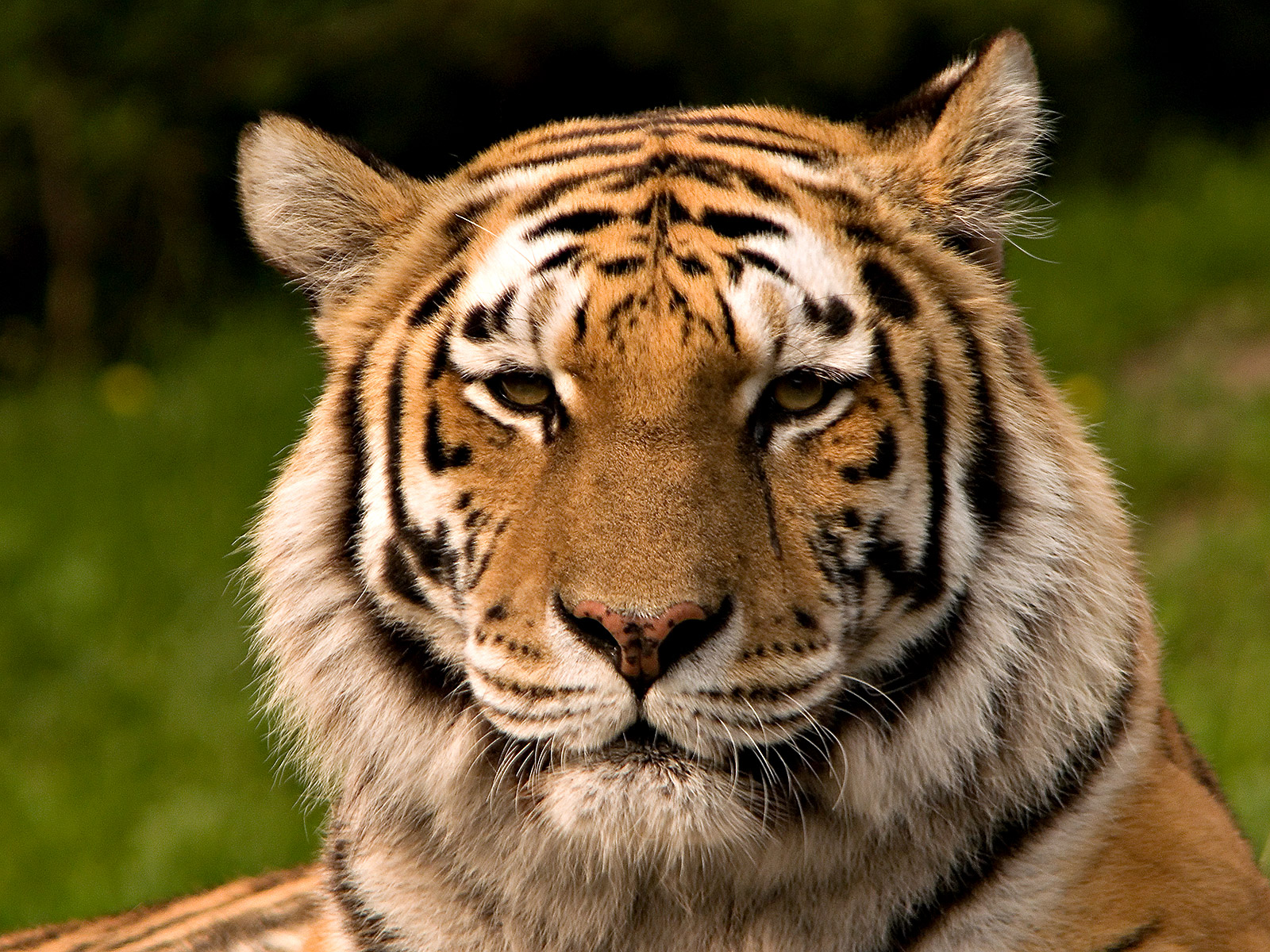
Голова амурского тигра

Согласно сравнительно-анатомическим исследованиям, средний размер тигров в период от плейстоцена к современности уменьшался (за исключением популяций, известных сейчас как бенгальский и амурский тигр, в которых средний размер животных не изменился). Данное явление является характерным для плейстоценовых млекопитающих и отображает снижение сезонной биопродуктивности окружающей среды и/или, в случае хищников, уменьшение среднего размера доступной добычи. Голоценовые ископаемые остатки тигров известны с Явы и Калимантана; на последнем острове тигр вымер ещё до нашей эры.
Молекулярно-филогенетические данные, полученные с использованием различных методов, подтверждают тесные родственные связи между представителями рода Panthera и доказывают, что вид тигр отделился от общей предковой линии более чем 2 миллиона лет назад, намного раньше льва, леопарда и ягуара. Таким образом, палеонтологические и молекулярно-биологические данные относительно происхождения тигра более или менее подтверждают друг друга.
Хотя по молекулярно-биологическим данным до сих пор неясно, является ли восточная Азия именно тем регионом, где состоялось обособление вида от общего предка рода, существует большая масса доказательств в пользу того, что именно отсюда тигры распространялись и на север в северо-восточную Азию и Берингию, и на юг на острова Зондского архипелага, на границу Индийского субконтинента. Относительно позднее появление тигров в Индии подтверждается также и отсутствием тигров на острове Шри-Ланка, который был отделён от материка поднятием уровня мирового океана в начале голоцена. Среди палеонтологов существует некоторое расхождение во взглядах относительно заселения тиграми центральной и юго-западной Азии (ареал каспийского тигра): часть исследователей считает, что тигры проникли туда из северо-восточной Индии, а другие — что из Сибири через юго-восточные районы нынешнего Казахстана.
Исходя из зоогеографических данных и несмотря на их отсутствие там в настоящее время, тигры должны были населять остров Калимантан; но находки, подтверждающие это, довольно сомнительны. Тем не менее туземцы из племени бисайя утверждают, что клыки, которыми они обладают, принадлежат диким тиграм, последние из которых были убиты предками этих туземцев 4—7 поколений назад. Это говорит в пользу того, что тигр на Калимантане вымер приблизительно 200 лет назад. Наилучшим подтверждением существования тигров на Калимантане является недавняя находка верхушки зуба в пещере Ниа в малайзийской части острова (Саравак), в отложениях неолита.

## Внешний вид

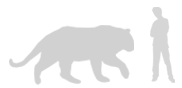
Амурский тигр в сравнении с человеком ростом 183 см

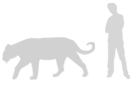
Южно-китайский тигр в сравнении с человеком ростом 183 см

Тигр является крупнейшей и самой тяжёлой из диких кошек, но различные его популяции сильно различаются по размерам и массе тела. Материковые популяции тигра крупнее островных. Самыми крупными из них являются бенгальская и амурская популяции. Самцы данных популяций могут достигать до 2,3—2,5 м, а в отдельных случаях до 2,6—2,9 метра в длину без хвоста и весить до 250 кг, а в отдельных случаях — до 300—350 кг.
Высота в холке до 1,15 м. Взрослый самец в природе обычно весит 180—250 кг. Рекордные массы бенгальского и амурского тигров в природе составляют 388,7 кг и 384 кг соответственно. Также упоминаются самцы массой в 325, 340, 350 и 360 кг, но они предоставляются из документально неподтверждённых или вторичных, третичных источников. Бенгальский весит в среднем — 220 кг, бенгальский обитающий в северной Индии и Непале — 235 кг.
Амурский по современным данным в среднем в пределах 170—180 кг. (историческим 215 кг). Самки обычно заметно меньше самцов, у амурской и бенгальской популяций достигают массы 100—181 кг.
С учётом существующих шести популяций тигров, средняя масса самца данного вида составляет около 170 кг, самки — около 115 кг.
Тело у тигра массивное, вытянутое, мускулистое, гибкое. Передняя часть тела развита сильнее задней, в плечах тигр выше, чем в крестце. Хвост длинный, равномерно опушённый. На передних лапах по 5 пальцев, на задних — по четыре, все со втяжными когтями.
Голова с заметно выступающей лицевой частью и выпуклым лбом.
Голова округлая. Череп довольно крупный и массивный, с широко расставленными скулами. Кондилобазальная длина черепа тигра превышает 200 мм. Задние концы носовых костей заходят за линию концов верхнечелюстных костей. Уши небольшие закруглённые. По бокам головы баки.
Вибриссы расположены в 4—5 рядов, белые, порой у основания буроватые, очень упругие, длиной до 16,5 см, толщиной до 1,5 мм. Зрачок круглый, радужка жёлтая.
Взрослый тигр, как и большинство других кошачьих, имеет 30 зубов. На верхней и нижней челюсти по 6 резцов, 2 клыка; на верхней челюсти — по 3 премоляра и 1 моляр; на нижней челюсти — по 2 премоляра и 1 моляр. Зубная формула: {\displaystyle I{3 \over 3}C{1 \over 1}P{3 \over 2}M{1 \over 1}}.
Хорошо развитые клыки, длина которых может достигать 8 см, помогают тигру убивать добычу. Длинный и подвижный язык оснащён по бокам особыми бугорками, которые покрыты ороговевшим эпителием и позволяют отделять мясо от скелета жертвы. Эти бугорки также помогают при «умывании».
Волосяной покров невысокий, довольно редкий, плотный и низкий у южных популяций, высокий и пушистый — у северных. Основной тон окраски тигров колеблется от ржаво-красного до ржаво-коричневого; живот, грудь и внутренняя поверхность лап светлые. Также имеются светлые отметины на тыльной поверхности ушей. Тело покрыто полосами, цвет которых варьирует от коричневого до полностью чёрного. По туловищу и шее полосы имеют поперечное вертикальное положение. На самом туловище одни полосы могут спускаться ниже, другие выше или даже уходить на брюхо. Все полосы характеризуются острыми нижними концами, иногда раздвоенными внизу или раздваивающимися и снова соединяющимися перед концом. На задней половине туловища полосы преимущественно располагаются более густо. Полосы, начинающиеся на крестце, уходят на заднюю сторону бёдер или заканчиваются посредине бедра. Некоторые, дойдя до верхней части голени, принимая наклонное косое направление, переходят на внутреннюю сторону ноги.

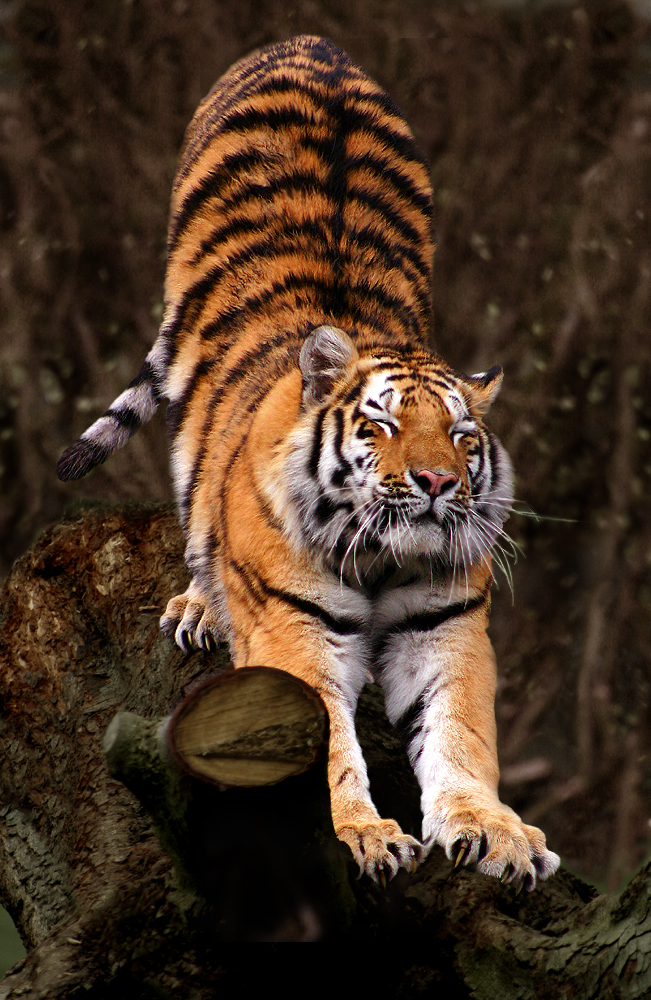
Амурский тигр

Область морды ниже ноздрей и область вибрисс, подбородок и нижняя челюсть белого окраса, кроме чёрных пятен на нижней губе в углах рта. Лоб, темя и затылок со сложным и изменчивым рисунком, образованным короткими поперечными чёрными полосами, часто неправильной формы. За ухом часто начинается длинная полоса, спускающаяся на шею и доходящая до горла. Бока головы и баки по белому полю покрыты несколькими чёрными полосами. Ухо с передней стороны покрыто белыми волосами, с задней — всегда чёрное с большим белым пятном в верхней половине.
Хвост всегда заканчивается чёрным кончиком и на большей своей части несёт поперечные полосы, образующие вокруг него сплошные кольца. У основания хвоста сплошных колец обычно нет. Тёмных поперечных полос на хвосте обычно 10, но бывает 8—9 и 11.
Форма и расстояние между полосами на шкуре тигра отличаются у различных популяций, но большинство тигров имеет более чем 100 полос. Половой диморфизм в окраске не выражен.
Расположение полос является уникальным у каждого отдельного животного, и, таким образом, может быть использовано для идентификации отдельных особей, аналогично отпечаткам пальцев у людей. Данная особенность иногда используется исследователями для идентификации в дикой природе отдельных особей, за которыми ведётся наблюдение. Основной функцией полос является маскировка хищника при охоте. Подобная окраска может являться частным случаем расчленяющей или дизруптивной окраски. Последняя представляет собой вид покровительственной окраски животных, характеризующийся наличием контрастных полос, нарушающих зрительное впечатление о контурах тела, из-за чего животное становится незаметными либо мало заметным на фоне окружающей среды. Окраска тигра варьирует в различных географических районах и служит одним из оснований для выделения популяций тигра.
Полосатый рисунок присутствует также и на коже, и, если сбрить мех, то на тёмных полосах отрастает тёмная шерсть, и рисунок полностью восстанавливается.
След самца более крупный и более вытянутый, чем у самки, средние пальцы яснее выступают вперёд.
Величина следа самца длиной 15—16 см, ширина 13—14 см, у самки длина следа 14—15 см, ширина 11—13 см.
Тигры обладают хорошо развитым ночным зрением, а по некоторым данным, им частично присуще и цветовое зрение.
Как и все представители рода пантер, тигр, благодаря строению гортани и голосовых связок, способен издавать рёв, однако в основном он подаёт голос только в период спаривания.
Сосков 2 пары — паховые. Диплоидное число хромосом — 38.

## Распространение
Тигр — вид исключительно азиатский. Исторический ареал тигра (сейчас сильно рассечённый на отдельные популяции, порой сильно отдалённые одна от другой) находится на территории Дальнего Востока России, Ирана, Афганистана, Китая, Индии и стран Юго-Восточной Азии, включая Зондский архипелаг (Индонезийские острова).
Ареал сформировался на севере Китая в начале плейстоцена (ок. 2 млн лет назад). Около 10 тысяч лет назад тигры продвинулись на юг через Гималаи и в конце концов распространились почти по всей Индии, Малайскому полуострову и островам Суматра, Ява и Бали. Ещё несколько веков назад область его обитания очерчивалась следующими границами: 50 градусов с. ш. (Казахстан), 50 градусов в. д. (Северный Иран), 140 градусов в. д. (устье Амура), 8 градусов ю. ш. (Зондские острова). Сейчас на большей части этой территории тигры истреблены; крупнейшие популяции сохранились в Индии и Индокитае. В пределах России небольшая популяция тигров имеется только на Дальнем Востоке, в Приморском и Хабаровском крае. Только в период между 1995 и 2005 ареал тигра сократился в Азии на примерно 40 %, таким образом, на сегодня животные заселяют только лишь 7 % от первоначального ареала.
В настоящее время тигры сохранились на территории 14 стран — Бангладеш, Бутан, Вьетнам, Индия, Индонезия, Камбоджа, Китай, КНДР (не подтверждено), Лаос, Малайзия, Мьянма, Непал, Россия, Таиланд.
Тигры обитают в широком спектре ландшафтов: влажные тропические леса, мангровые болота и бамбуковые чащи в тропиках, сухие саванны, полупустыни, голые каменистые сопки и тайга на севере.
В горах поднимаются до 3000 м над уровнем моря.

## Подвиды тигра

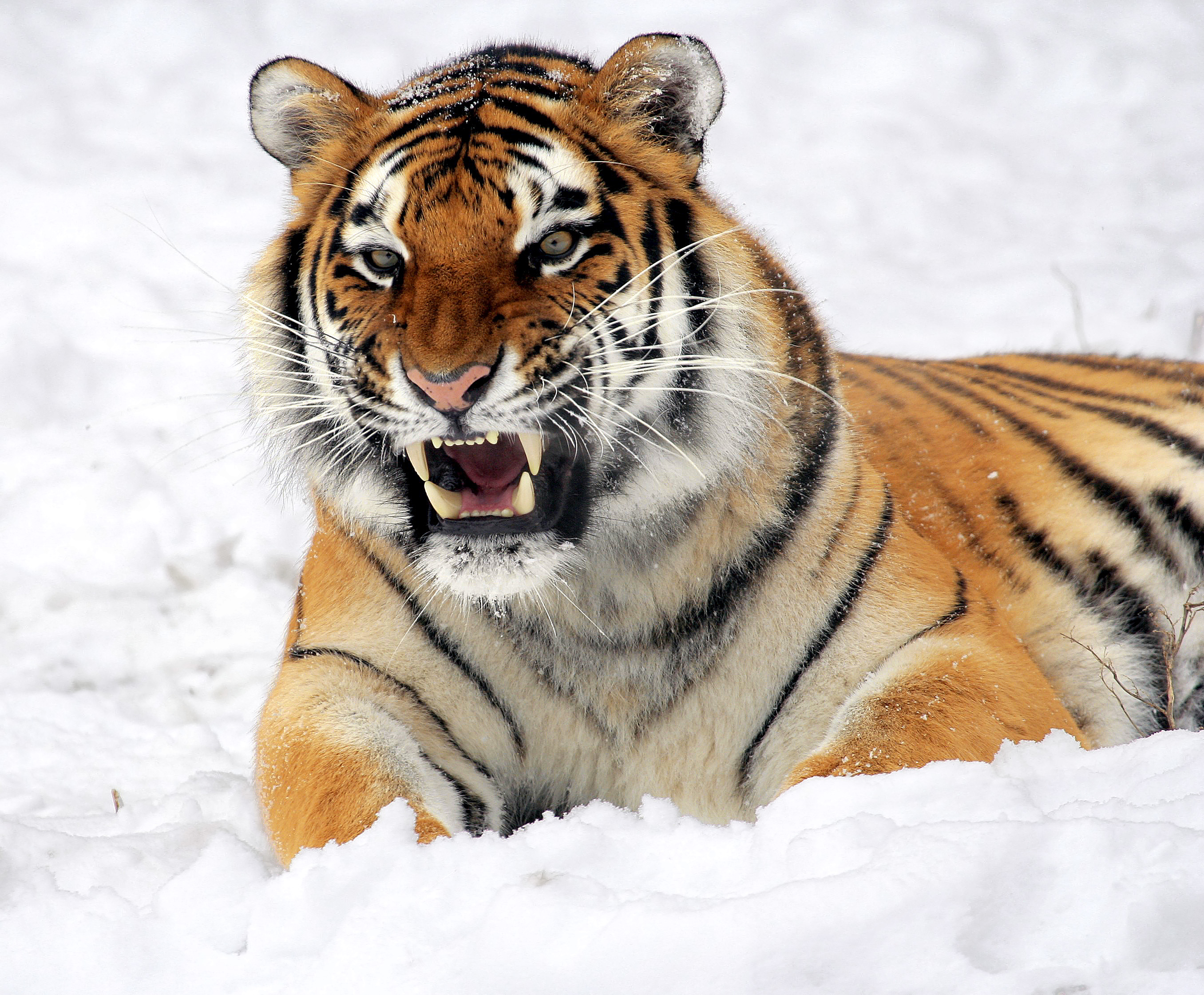
Амурский тигр

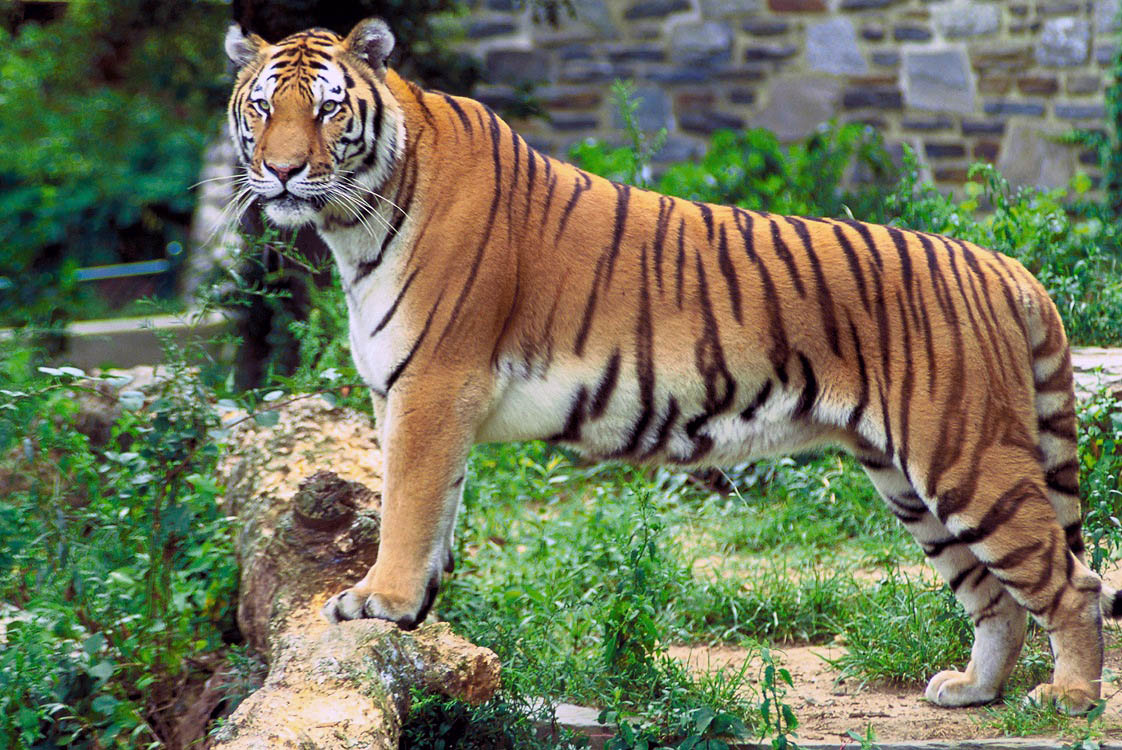
Бенгальский тигр

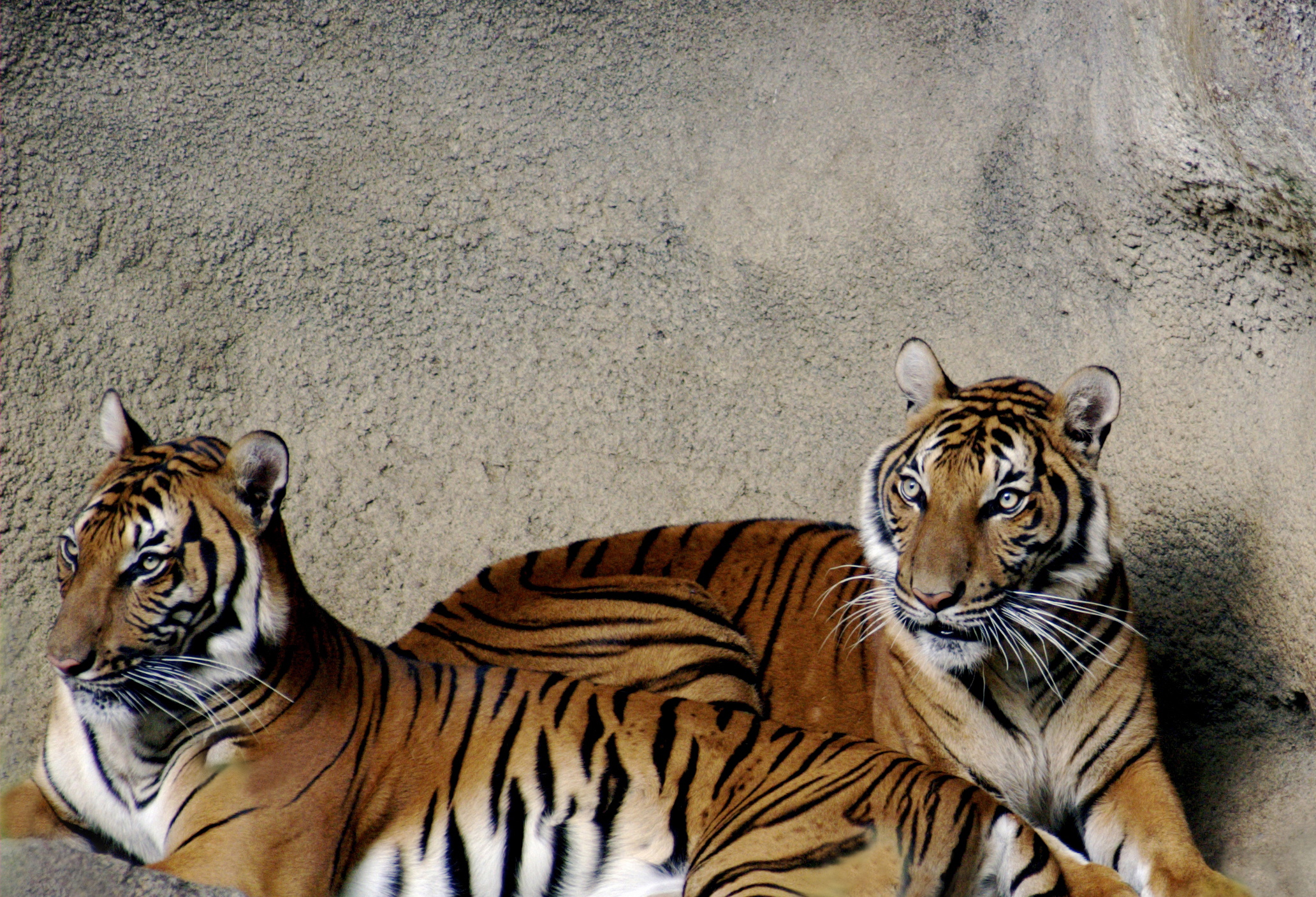
Индокитайский тигр

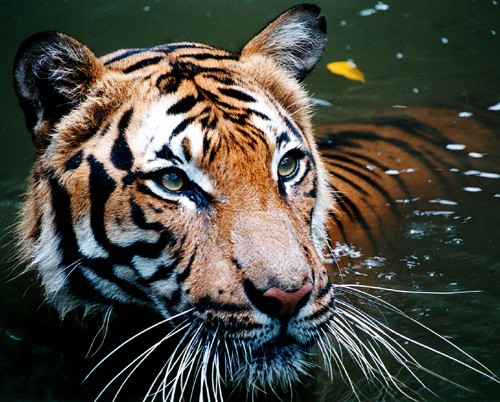
Малайский тигр

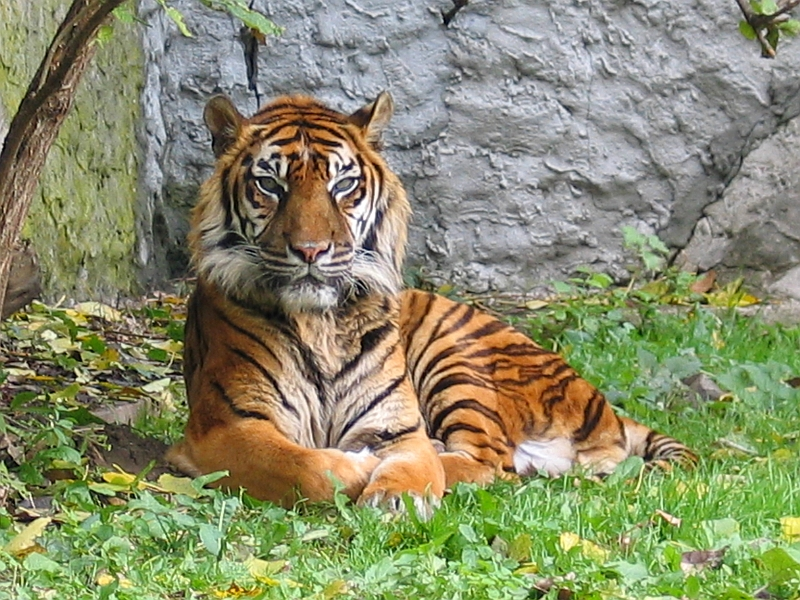
Суматранский тигр

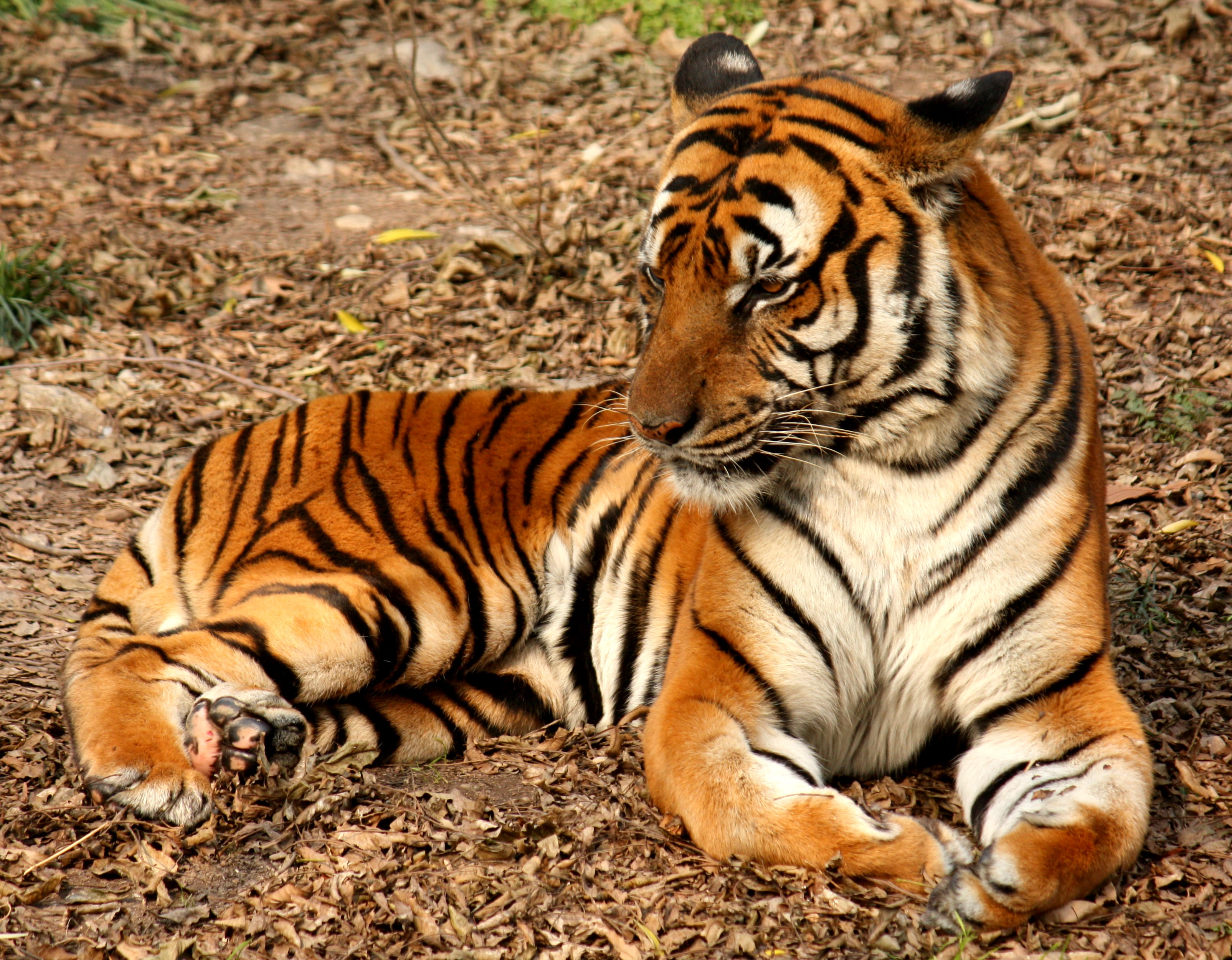
Китайский тигр

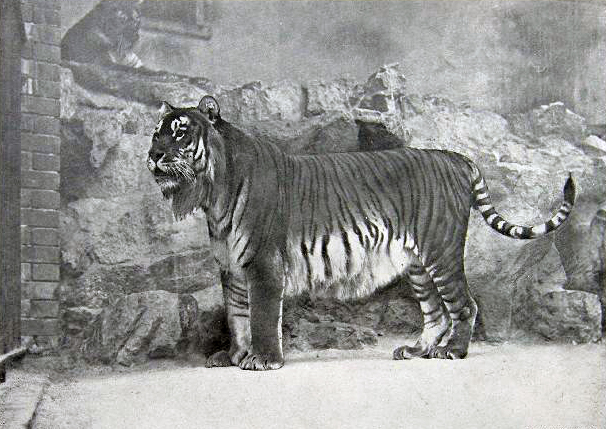
Туранский тигр Берлинский зоопарк. 1899

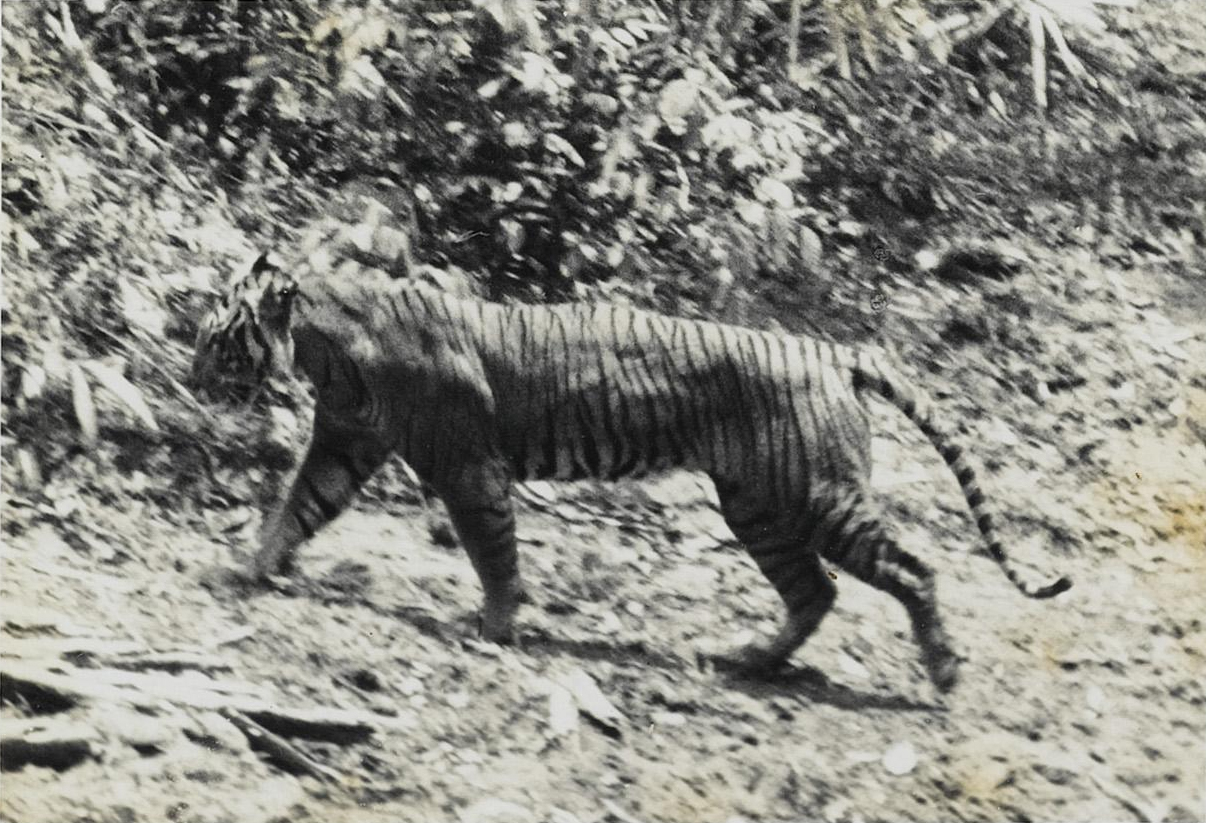
Яванский тигр

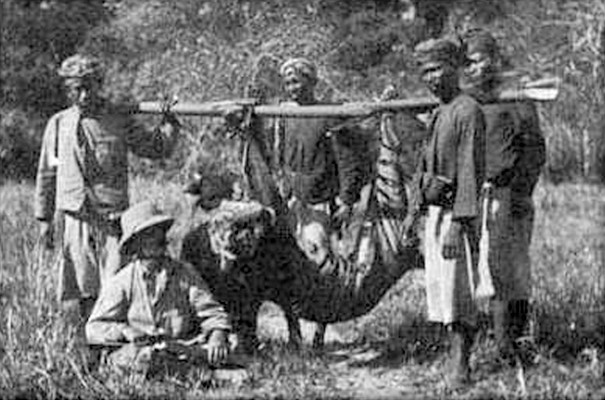
Балийский тигр

Всего выделено два ныне живущих подвида тигра, объединяющих шесть современных популяций и три вымерших в историческое время. Такая классификация была предложена в 2015 году, после чего принята группой специалистов МСОП в 2017 году. До этого все девять популяций считались отдельными подвидами.
- Panthera tigris tigris — подвид тигра, населяющий Азию. Включает следующие популяции:
  - Амурский тигр, известный также как уссурийский, сибирский, маньчжурский или северо-китайский, в основном обитает на территории Амурской области, Еврейской АО, Приморского и Хабаровского края России, и в очень небольшом количестве на территории северо-восточного Китая и отчасти в Северной Корее. Два учёта (1996 и 2005 гг.[25][26]) показали наличие 480—520 особей амурских тигров в природе, живущих в едином, нерасчленённом ареале, который делает данную популяцию крупнейшей в мире[27][28]. По результатам учёта 2014/15 годов в России обитало 523—540 тигров,[29] а в 2022 — около 750[30]. Особи амурской популяции относятся к наиболее крупным представителям подвида Panthera tigris tigris. Данная популяция отличается густым, длинным (по сравнению с другими популяциями) и пушистым мехом, с более тусклым рыжим фоном и меньшим, чем у других популяций, количеством полос. Амурский тигр является также одним из самых крупных представителей семейства кошачьих: тигрёнок в возрасте шести месяцев по размеру и массе сравним со взрослым леопардом.
  - Бенгальский тигр обитает на территории Пакистана, Индии, Бангладеш, Непала, Бутана, Мьянмы и населяет широкий спектр биотопов от дождевых тропических лесов до сухих саванн и мангров. Наибольшее количество бенгальских тигров проживает в границах экорегиона Тераи-Дуар вдоль Индо-Гангской равнины на территории Пакистана, Индии, Непала и Бангладеш. Согласно информации индийского правительства, численность данной популяции составляет 3100—4500 особей, приблизительно 3000 из которых живут на территории Индии[31]; но много индийских учёных ставят эту информацию под сомнение, считая, что такие цифры являются завышенными. По другим данным, численность тигров в Индии может быть менее чем 2000 особей[32], учитывая то, что большинство учётов проводилось по следам, а данная методика обычно даёт завышенные цифры. Несмотря на то, что данная популяция тигра является наиболее многочисленным, она также находится под угрозой исчезновения, в основном из-за браконьерства и разрушения естественной среды обитания. Все тигры одного из заповедников (Сариска) были полностью уничтожены браконьерами. В 1972 году в Индии был начат масштабный природоохранный проект, известный как «Проект Тигр», целью которого является сохранение этого животного на индийской территории. Благодаря мероприятиям, воплощённым в рамках данного проекта, количество тигров увеличилось с 1200 в 70-е года до 3000 в 90-е[33]; этот проект был признан одной из наиболее успешных программ по охране природы в мире. Самцы бенгальского тигра в среднем весят от 205 до 227 килограммов, самки — в среднем 140—150 килограммов. Бенгальские тигры с севера Индии и из Непала являются более крупными, чем тигры юга индийского субконтинента, самцы которых в среднем весят 235 кг.
  - Индокитайский тигр (также известный под названием тигр Корбета) обитает в Камбодже, Мьянме, южном Китае, Лаосе, Таиланде, Малайзии и Вьетнаме. Количество особей его популяции варьирует по разным источникам в пределах 1200—1800 животных, но более точной признаётся оценка, близкая скорее к нижнему значению этого интервала. Крупнейшая популяция существует в Малайзии. Браконьерство в этой стране суровыми мерами сведено к незначительным объёмам, но популяция тигров находится под угрозой из-за фрагментации ареалов и инбридинга. Во Вьетнаме почти три четверти тигров были уничтожены с целью продажи органов для переработки на средства китайской медицины. Индокитайский тигр имеет более тёмную окраску. Масса самцов составляет в среднем 150—190 кг, самок — 110—140 кг.
  - Малайский тигр встречается исключительно в южной (малайзийской) части полуострова Малакка. Последние учёты этой популяции показали наличие 600—800 особей, что делает её третьей по численности.
  - Китайский тигр (южно-китайский тигр) населяет Южный Китай. Данная популяция находится под наибольшей угрозой исчезновения и, скорее всего, в природе уже не существует[34]. Особи в этой популяции выделяются небольшими размерами: длина тела самцов и самок 2,2—2,6 метра. Самцы весят от 127 до 177 кг, самки — от 100 до 118 кг. В 1977 году китайское правительство приняло закон, запрещающий охоту на тигров, но для Южно-Китайской популяции было уже поздно[35]. Судя по всему, последний южно-китайский тигр в природе был застрелен в 1994 году. В настоящее время 59 особей южно-китайских тигров содержатся в неволе (все в Китае), но все они являются потомками лишь шести животных. Таким образом, генетическое многообразие этой популяции крайне невелико. С 2008 года правительство Китая принимает ряд мер, направленных на реинтродукцию южно-китайских тигров в природу[36].
  - † Туранский тигр, известный также как закавказский или каспийский, вымер в конце 1960-х годов; последнее свидетельство встречи с ним относится к 1968 году[37], хотя, по некоторым данным, последнего закавказского тигра застрелили в юго-восточной части Турции в 1970 году[38]. Исторический ареал этой популяции охватывал и юг России (Дагестан, Чечня, Северная и Южная Осетия, Краснодарский край, Ингушетия), Абхазию, Азербайджан, Армению, Иран, Афганистан, Пакистан, Ирак, Таджикистан, Узбекистан, северный Ирак, Сирию, юг Казахстана, Туркменистан и Турцию. В Азербайджане последний закавказский тигр был застрелен в Талышских горах в 1932 г., в Армении в Араратской долине годом позже[39]. В 1954 году на территории заповедника Тигровая балка (Таджикистан) было последнее зарегистрированное наблюдение туранского тигра. Закавказский тигр был относительно крупным тигром: самый тяжёлый взвешенный самец весил 240 кг. Фоновый цвет окраски был приблизительно таким же, как у индийских популяций, но полосы были заметно уже и чаще расположенными, более тёмно-серого или коричневого, чем чёрного цвета. Мех закавказского тигра был длинным (относительно других популяций), особенно зимой. Закавказские и бенгальские тигры использовались римлянами в гладиаторских боях против гладиаторов и других животных, таких как барбарийские львы. По современным молекулярно-генетическим данным, эта популяция практически идентична амурскому тигру[37].
- Panthera tigris sondaica — подвид тигра, населяющий Зондские острова. Включает следующие популяции:
  - Суматранский тигр встречается только на индонезийском острове Суматра. Численность дикой популяции оценивается в 400—500 животных, большинство из которых живёт на территории национальных парков и заповедников. Недавние генетические исследования показали наличие в генотипе популяции уникальных генетических маркеров; это является признаком того, что на базе данной популяции со временем может возникнуть отдельный вид кошачьих (если популяция не вымрет). Основной угрозой для суматранского тигра является разрушения окружающей среды (вырубка леса происходит даже на строго охраняемых территориях Суматры), но в период с 1998 по 2000 год 66 тигров (20 % популяции) были убиты браконьерами. Суматранский тигр является наименьшим из существующих сейчас: масса взрослых самцов составляет 100—130 килограммов, самок — 70—90 килограммов. Сравнительно малый размер тигров данной популяции считают адаптацией к жизни в тропических лесах Суматры. 3 февраля 2007 года беременная самка суматранского тигра была поймана местными жителями возле посёлка Рокан Хилир в провинции Риау; администрацией по вопросам охраны природы было принято решение о её транспортировке в сафари-парк Богор на острове Ява[40].
  - † Балийский тигр всегда водился только на небольшом индонезийском острове Бали. Эти тигры были уничтожены охотниками: последний балийский тигр (взрослая самка) был убит в западной части острова (Сумбар Кама) 27 сентября 1937 года[41]. В неволе балийские тигры никогда не содержались. Несмотря на полное исчезновение местной популяции, тигр играет важную роль в балинезийской версии индуизма.
  - † Яванский тигр обитал на индонезийском острове Ява. Судя по всему, был уничтожен в 1980-е годы из-за охоты и разрушения природной среды обитания. Исчезновение стало вероятным начиная с 1950-х гг., когда количество тигров на Яве сократилось до 25 особей. Последнего яванского тигра видели в природе в 1979 году[42].

### Ископаемые подвиды
- † Panthera tigris acutidens — примитивный подвид, который жил в среднем и позднем плейстоцене, на территории Сибири, Китая и Индонезии. Достигал длины 2,7 м, высоты в холке 120 см, и массы 220—350 кг[43][44][45].
- † Нгандонгский тигр (Panthera tigris soloensis) — известен по фрагментарным остаткам из плейстоцена острова Ява, обнаруженным у деревни Нгандонг (откуда также описан ископаемый человек явантроп)[3].
- † Тринильский тигр (Panthera tigris trinilensis) — древнейший подвид, обладавший уже типичными характеристиками зубов современных тигров и более глубокой нижней челюстью. Обитал 1,66 млн лет назад в Индонезии, в частности на острове Ява. Возможно он является предком всех известных индонезийских подвидов[46][47][48]

## Гибриды
Впервые гибриды тигров стали появляться в XIX веке в зоопарках, владельцы которых были заинтересованы в привлечении посетителей в свои заведения и увеличении прибыли. Сейчас подобные гибриды всё ещё возникают в частных зоопарках Китая.
Известны гибриды между львом и тигром.
- Лигр — помесь льва и тигрицы. Самки лигров могут давать потомство, что необычно для гибридов[51]. Особи лигров растут всю жизнь и к старости могут достигать размеров до 3 метров в длину (без учёта хвоста). Необыкновенный гигантизм лигра объясняется тем, что в ДНК льва и тигрицы имеется ген, отвечающий за рост. У тигра и львицы этот ген отсутствует[52]. В России лигрица содержится в Новосибирском, а с 2007 года и в Липецком зоопарках.
- Тигролев (тайгон, тигон) — помесь тигра и львицы. Совмещают признаки обоих родителей: может иметь пятна от матери и полосы от отца. Грива тайгонов, если она появится, всегда будет короче гривы льва. Обычно тигоны меньше львов и тигров и весят около 150 кг. Самцы тигонов всегда стерильны, в то время как самки — нет[53].

Лигрицы могут приносить потомство от самцов исходных видов, давая гибриды второго поколения. От скрещивания лигрицы со львом рождаются лилигры, а с тигром — талигры. Талигры похожи на очень крупных тигров с некоторыми признаками львов.

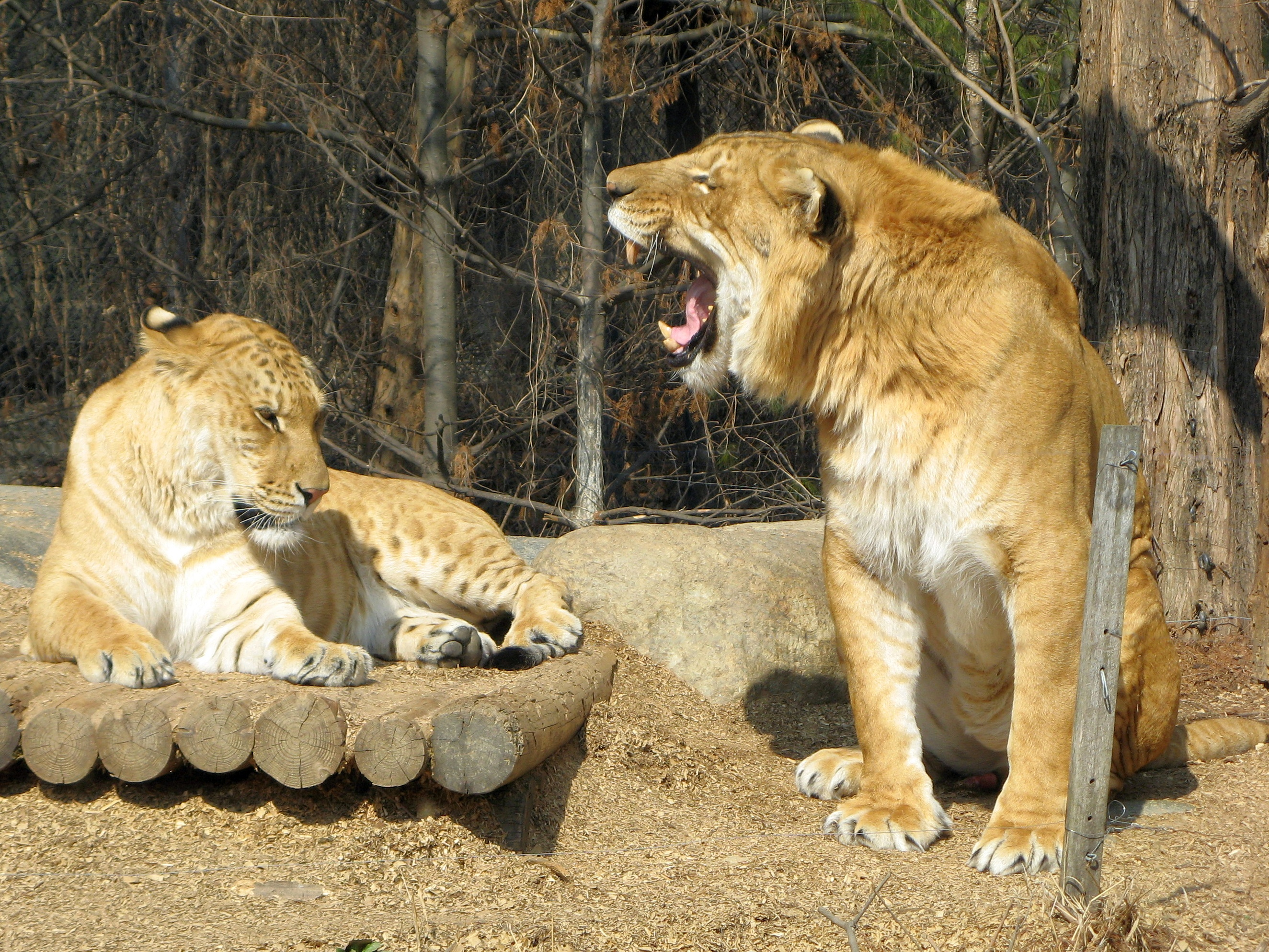
Лигрица и лигр
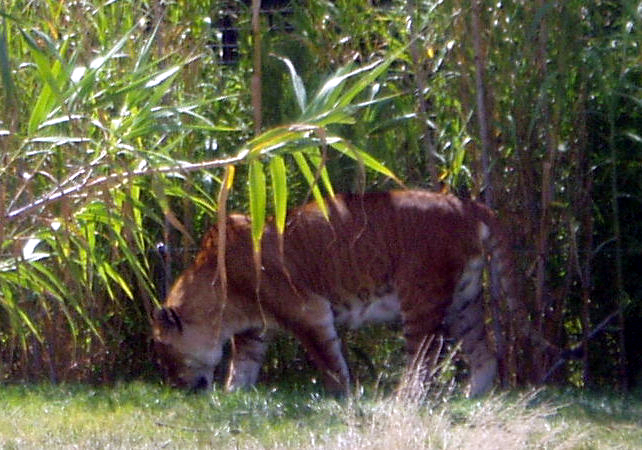
Тигролев
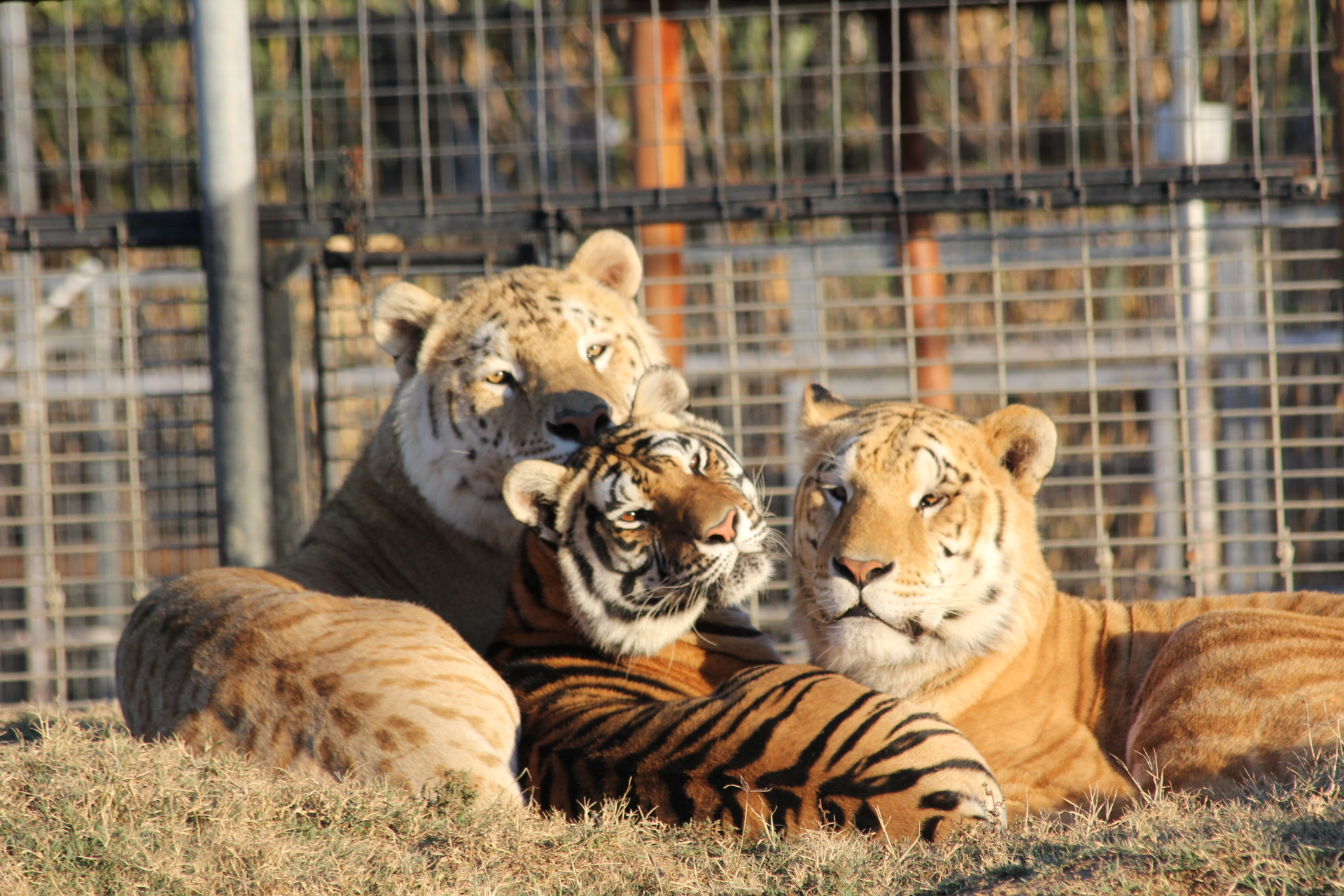
Два талигра и тигр
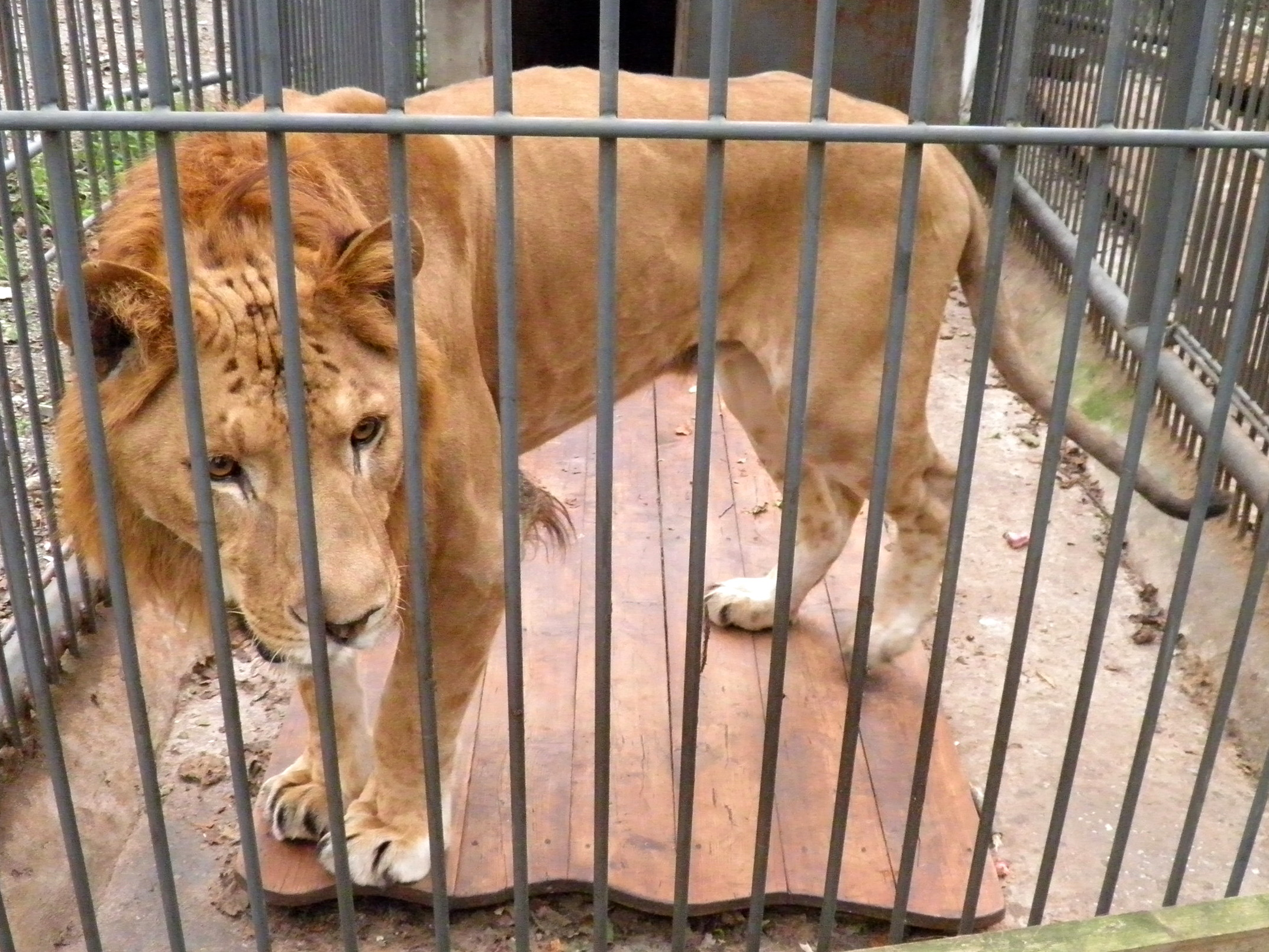
Лилигр

## Цветовые варианты окраски

### Белый тигр

Белый бенгальский тигр

У тигра существует известная мутация, которая приводит к появлению особей с полностью белой окраской — бенгальские тигры с чёрно-коричневыми полосами на белом мехе и голубыми глазами. Такая окраска очень редко встречается среди диких животных, но является относительно распространённой в популяциях, содержащихся в неволе. Частота появления белых тигров — одна особь на 10 тысяч с нормальной окраской. Белые тигры превосходно размножаются в неволе. Первые упоминания о них относят к 1951 году, когда один из охотников забрал из найденного им логова тигрицы белого тигрёнка. Впоследствии данный тигр, получивший имя Мохан, был скрещён с самкой обычной окраски, которая родила четверых тигрят обычного окраса. Позже белый тигр был скрещён с одной из своих белых дочерей, у которой родились три тигрёнка, два из которых были белыми. Все содержащиеся в неволе белые тигры являются потомками одной особи. Сейчас в зоопарках мира содержится около 130 белых тигров.
И хотя на их шкуре отчётливо видны тёмные полосы, одним из заблуждений является мнение, что белые тигры являются альбиносами.

### Золотой тигр
Так называемая золотая разновидность — наиболее редко встречающееся изменение окраски, вызванное рецессивным геном. Первые упоминания о встрече с золотыми тиграми в дикой природе датируются началом XX века. Первоначально была выдвинута теория, что появление данного типа окраски постепенно развивалось в небольшой группе тигров, обитавших в областях богатых глинистыми почвами, а необычный цвет служил им дополнительным камуфляжем при охоте. Теория остаётся бездоказательной. Однако инбридинг небольшой изолированной группы тигров мог повлиять на появление данного типа окраса, если бы один из тигров, носителей рецессивного гена золотого окраса, скрещивался со своим собственным потомством, как и произошло в неволе.

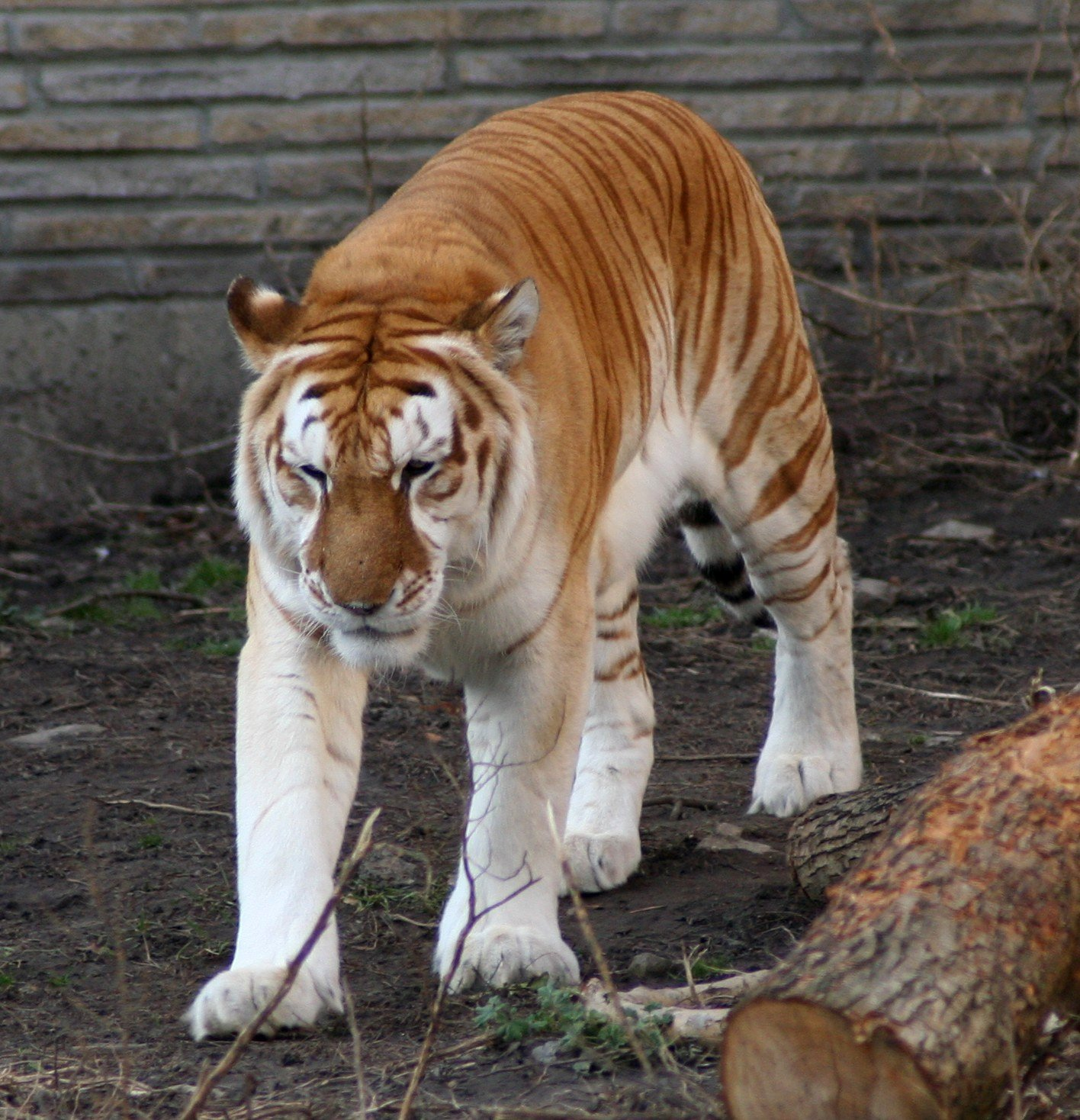
Так называемая золотая разновидность тигра. Зоопарк Буффало

На данный момент в неволе содержится около 30 особей с данным типом окраса. Как и белые тигры, все содержащиеся в неволе золотые тигры имеют преимущественно бенгальское происхождение, но генетически «загрязнены» генами частично амурского белого тигра по имени Тони, который является общим предком почти всех белых тигров в Северной Америке. Предположение, что данная окраска появилась путём скрещивания амурских и бенгальских тигров, является распространённым заблуждением.

### Прочие вариации
Сообщалось также о существовании среди бенгальских тигров меланистов с дымчатым или полностью чёрным мехом. Имеются сообщения о появлении тигров с синевато-серым окрасом (так называемый мальтийский тигр). Данные типы окраски, если они действительно встречаются в природе, вызваны неустойчивыми мутациями.

## Биология и экология
Активен как ночью, так и в светлое время суток. Наибольшую активность проявляет в утренние и вечерние часы и ночью. Днём он обычно спит в логове.
Передвигается крупным шагом. На деревья не лазает, исключение составляют тигрята массой не более 60 кг и не старше двух лет. Воды не избегает и хорошо плавает. В южных областях своего ареала в жаркую погоду тигры регулярно купаются. Очень вынослив к низким температурам. Линька 2 раза в год — в марте и сентябре.
Тигр преимущественно молчалив. Голос подаёт редко. Только в период течки самцы обнаруживают себя голосом, похожим на глухой рёв. При нападении на добычу или в ярости глухо рычит.
Тигру свойственна выраженная повадка ходить по следам и тропам оленей, кабанов и других крупных зверей, а также человека.

### Территориальное и социальное поведение
Взрослые тигры — территориальные животные, ведущие одиночный образ жизни и яростно защищающие свою территорию. Свои личные территории тигры помечают различными способами. Мечение территории индивидуальным запахом является одним из основных способов коммуникации у тигров. Мочевые метки оставляются тиграми преимущественно на вертикальных плоскостях: на стволах деревьев, скалах, отдельно стоящих кустах и т. п. При этом тигры сначала обнюхивают предмет, а потом поворачиваются к нему задом, поднимая хвост почти вертикально вверх. Моча выбрасывается струйкой, часто распылённой, непосредственно назад, с расстояния 30 см и ближе. Мочевые метки тигров на вертикальных поверхностях обычно располагаются на высоте 60—125 см от поверхности земли. Также тигры помечают территорию путём взрыхления снега или почвы, иногда с испражнениями на них. Иногда тигры трутся о деревья и царапают их стволы.
Размер личной территории тигра сильно зависит от местообитания, обилия добычи, и, в случае самцов, от наличия на данной местности самок. Тигрица может иметь территорию размером около 20 км², в то время как территория самцов обычно намного больше — 60—100 км². На территории обитания взрослого самца могут находиться индивидуальные участки обитания нескольких самок, в соотношении 1:2 или 1:4. Маршруты перемещений тигров по своей территории постоянны. При таких перемещениях тигры регулярно метят свою территорию в различных её участках, устраивают множественные временные и длительные лёжки. Суточные перемещения по своей территории весьма различны и зависят от ряда факторов. Среднее суточное перемещение взрослого самца составляет 9,6 км, максимальное — 41 км. Среднее суточное перемещение самки — 7 км, максимальное — 22 км. Несмотря на то, что тигрицы время от времени проявляют агрессию в отношении друг друга, их территориальные участки могут частично совпадать, и в этой ситуации они мирно сосуществуют; самцы же никогда не позволяют другим самцам постоянно находиться на своей территории и даже временно проходить через неё.
Учитывая агрессивное территориальное поведение самцов тигра, стычки по поводу распределения мест обитания между ними часто приводят к серьёзным травмам, а иногда даже к смерти одного из них. Тем не менее в большинстве конфликтных ситуаций тигры ограничиваются использованием угрожающих поз и звуков.
Самцы тигров могут легко уживаться с тигрицами на их территории и даже делиться добычей. Тигрицы также могут делиться своей добычей и — в отличие от самцов — намного лояльнее относятся к делению добычи с особями своего пола.

### Питание

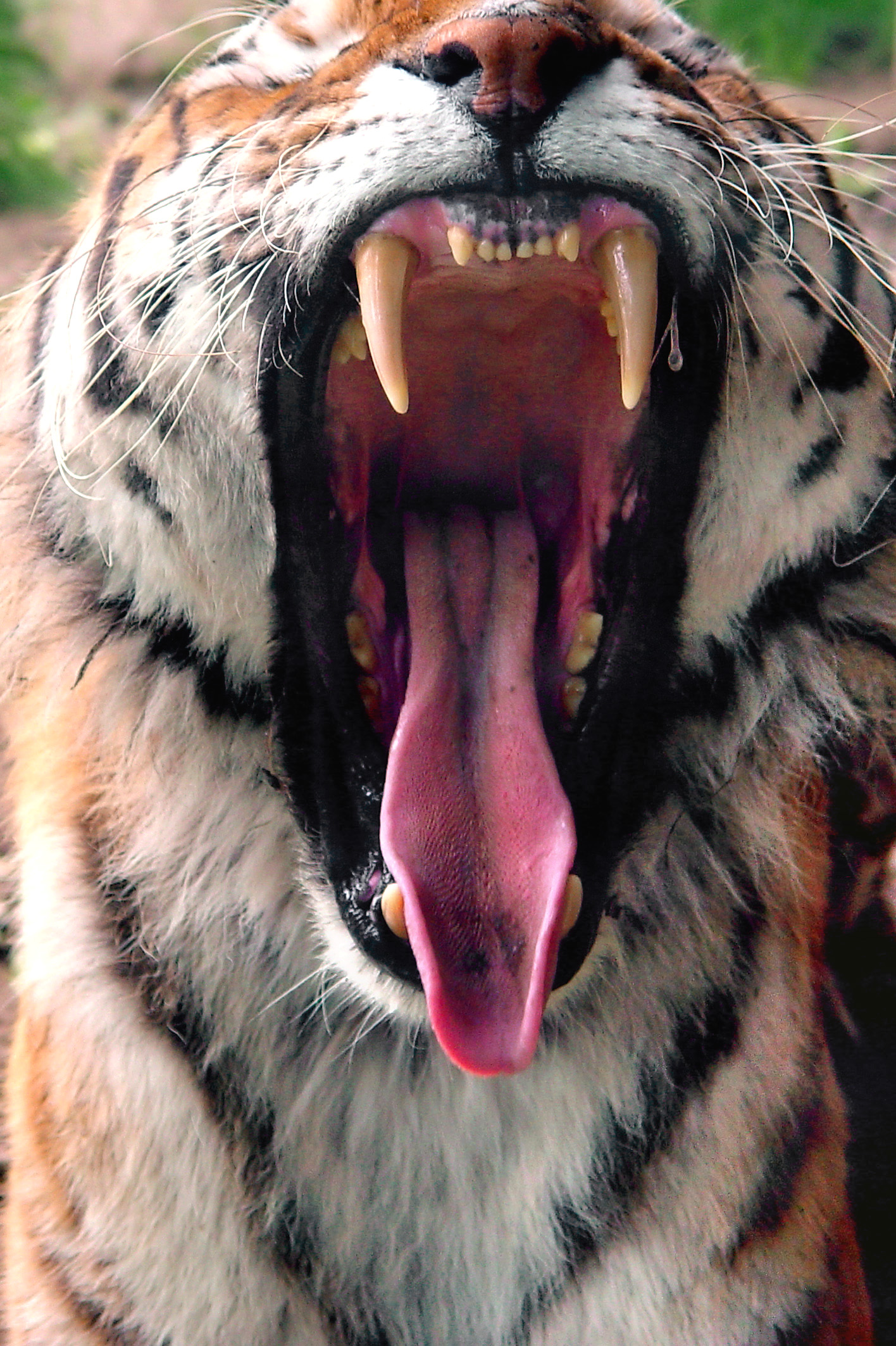
Пасть амурского тигра

В дикой природе тигры в основном питаются копытными: для бенгальского тигра основной добычей являются такие виды, как олень индийский замбар, аксис, дикий кабан и нильгау; для амурского тигра — благородный олень, пятнистый олень, кабаны, косули и кабарга; для суматранского тигра — олень самбар, дикий кабан и чепрачный тапир. Также тигры могут охотиться на больших травоядных, таких как индийский буйвол, гаур и лось. Кроме того, время от времени тигры питаются и нетипичными для их рациона животными, такими как обезьяны, фазаны, зайцы, рептилии и даже рыба. Для полноценного питания тигру требуется порядка 50—70 копытных в год. У убитого оленя или кабана тигр может оставаться несколько дней, в течение которых поедает тушу. Взрослые индийские слоны чаще всего являются недосягаемой добычей для тигра, поэтому большие кошки стараются избегать встреч с ними, однако иногда они могут убивать молодых слонят. Есть неподтверждённые сообщения об удачных нападениях тигров на взрослых слонов. Например, Кесри Сингх приводит случай убийства тигром взрослого слона. Также известен по крайней мере один случай, когда тигр убил взрослую самку индийского носорога. Иногда тигры могут охотиться на домашних животных, таких как собаки, коровы, лошади и ослы.
Растительную пищу — орехи, траву, фрукты — употребляют только летом. За раз тигр съедает до 30—40 кг мяса. Оголодавшие крупные самцы могут съесть до 50 кг мяса. Временное отсутствие пищи тигры переносят без ущерба для себя, благодаря наличию подкожной жировой клетчатки, слой которой у амурского тигра может достигать 5 см.

### Охота

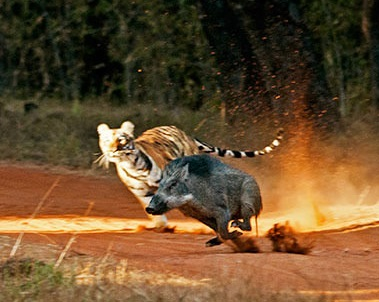
Бенгальский тигр преследует индийского кабана

Тигры охотятся исключительно в одиночку, используя два приёма охоты: подкрадывание к добыче и ожидание её в засаде. Первый приём чаще используется тиграми зимой, второй — летом. Тигры обычно выслеживают и поджидают добычу на тропах и возле водопоев. Выследив животное, тигр подкрадывается к нему с подветренной стороны. При этом он перемещается короткими осторожными шагами, часто припадая к земле. Подобравшись к добыче на наиболее близкое расстояние, он настигает её несколькими огромными прыжками — самым стремительным способом передвижения. При ожидании в засаде тигр обычно выжидает, лёжа под ветром, а при приближении делает быстрый рывок на короткую дистанцию.
При промахах преследует добычу не далее 100—150 м. При этом, несмотря на большую массу тела, тигр может развить скорость до 60 км/ч практически на любой местности.
Больших копытных тигр старается схватить за горло, а потом удушить или сломать шею, позволяя жертве истечь кровью после прокуса сонной артерии и/или яремной вены. Этому способствует длина клыков тигра, составляющая 8 см (без корня). При охоте на добычу мелких размеров тигр часто прибегает к перелому позвоночника или конечностей жертвы.
Во время охоты тигр способен прыгать на высоту до 5 м и на 9—10 м в длину.
Убитую добычу тигр может нести, держа в зубах на весу или закинув на спину: таким образом он может бежать с добычей массой в 100 килограммов; с грузом в 50 килограммов в зубах тигр может перепрыгивать препятствия высотой до двух метров. В случае охоты на очень крупную добычу (гауров и азиатских буйволов) тигр может перетягивать их по земле, при этом масса добычи иногда в 6—7 раз превышает его собственный.
Умение охотиться является не врождённой формой поведения, а результатом обучения охотничьим приёмам тигрят матерью.

### Взаимодействие с другими хищниками
На всей территории своего ареала тигр является вершиной пищевой пирамиды и почти не испытывает конкуренции со стороны других хищников. Временами такую конкуренцию могут составлять представители семейства псовых, которые охотятся большими стаями — например, индийский красный волк. Исторически, вероятно, тигры также могли контактировать с азиатскими львами, предпочитающими другую среду обитания, но занимающими схожую экологическую нишу. Известно, что в целях добычи пропитания, или для устранения конкурентов, тигры могут убивать других, менее крупных хищников, в частности волков, леопардов и питонов.
Амурские тигры и бурые медведи представляют довольно серьёзную опасность друг для друга; существует много достоверных свидетельств агрессивного взаимодействия между ними. Бурые и гималайские медведи составляют 5—8 % пищевого рациона амурского тигра, тем самым занимая в нём третье место; есть многочисленные сообщения о том, что тигры убивают медвежат и даже нападают на взрослых медведей (в основном этим промышляют взрослые самцы). Медведи, в свою очередь, способны иногда отнимать добычу у тигров и иногда даже нападать на тигриц и молодых самцов в голодное время. Малайские медведи, губачи и обитающие на юге гималайские медведи, являясь весьма агрессивными животными, временами отгоняют тигров от добычи, хотя чаще случается обратное; кое-где тигры также как и на севере целеустремлённо охотятся на этих медведей.
Другими потенциально опасными для тигров хищниками являются крокодилы. Хотя, их встречи довольно таки редки, в таких местах, как Сундарбан, тигры вынуждены кочевать по воде между мангровыми островами, что повышает риск подобного рода столкновений. Тигры, как правило, избегают мест обитания гребнистых крокодилов, поскольку эти крокодилы, благодаря своему огромному размеру и силе, могут отбирать у них добычу или даже нападать на тигров, когда те приближаются к воде. Менее крупные болотные крокодилы, более склонные к длительным сухопутным переходам, более уязвимы и иногда сами могут подвергаться нападениям со стороны тигров, в частности, когда заявляют права на их добычу.

### Размножение
Для тигра типична полигамия. Спаривание происходит в декабре — январе. На территориях с низкой численностью особей за самкой ходит всего один самец. Между самцами случаются драки за право спариваться с самкой. В случае, если самец ощущает по запаху мочевых отметок самки, что она находится в репродуктивном состоянии, то проявляется специфическое поведение — флемен, выражающийся в характерной гримасе на морде.
Тигрица бывает способной к оплодотворению лишь несколько дней в году, на протяжении которых спаривание происходит несколько раз в день и сопровождается громкими звуками. Вероятно, у части самок, не оплодотворённых в период размножения, через некоторое время течка повторяется.
Большинство самок впервые приносят потомство в 3—4-летнем возрасте. Рожает тигрица, как правило, раз в 2—3 года. Беременность самки длится 97—112 дней (в среднем 103 дня).

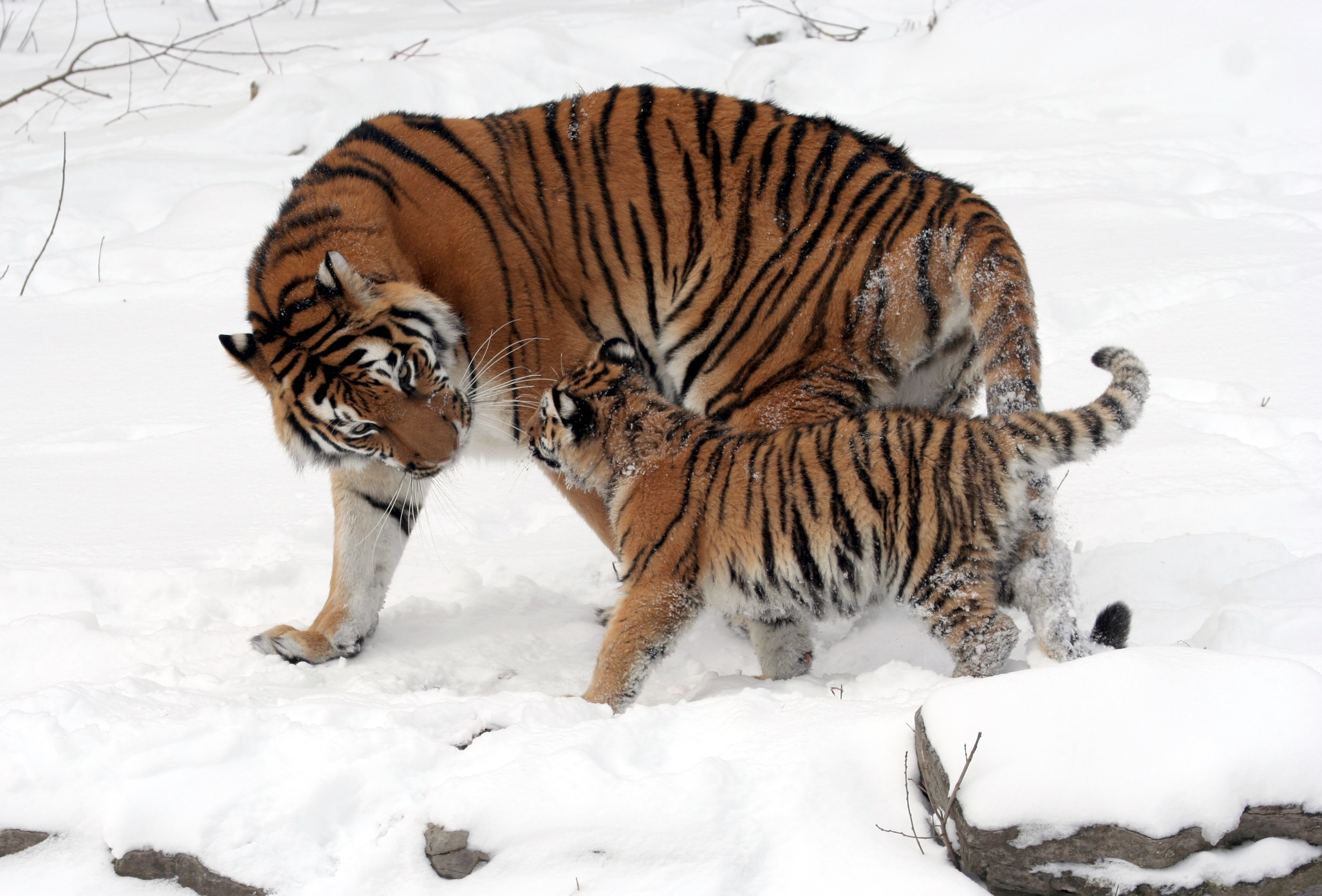
Тигрица с тигрёнком

Логово устраивают в наиболее труднодоступных местах: в расщелинах среди камней, в пещерах, среди бурелома, тростниковых крепях. Одно и то же логово самка тигра может занимать несколько лет подряд.
Тигрята рождаются в марте — апреле. В выводке обычно 2—4 тигрёнка, редко один, ещё реже 5—6. Тигрята рождаются слепыми, беспомощными, с массой 1,3—1,5 кг, но уже примерно через 6—8 дней прозревают. Первые 6 недель тигрята питаются молоком матери. Детёныши растут под присмотром матери, которая не подпускает самца к потомству, так как блуждающие самцы могут убивать тигрят.
В возрасте 8 недель тигрята становятся способными следовать за матерью, и покидают логово. Окончательно к самостоятельной жизни молодые тигры готовы в возрасте приблизительно 18 месяцев, но обычно остаются с матерью 2—3 года, а иногда и до 5 лет. Самец в воспитании потомства участие не принимает.
После начала самостоятельной жизни молодые самки обычно остаются неподалёку от территории своей матери, в то время как молодые самцы уходят на большие расстояния в поисках собственной территории; обычно они должны отвоёвывать собственный участок у других самцов, или, если в данной местности популяция тигров малочисленна, занимают пустые территории. Половая зрелость самок наступает в возрасте 3—4 лет, самцов — в возрасте 4—5 лет.
За всю свою жизнь самка приносит 10—20 тигрят, из которых примерно половина погибает в юном возрасте. Продолжительность жизни тигра до 26 лет.

## Статус популяции
Ситуацию с сохранением тигров в глобальном масштабе можно охарактеризовать как катастрофическую. За последние 100 лет численность этого вида сократилась в 25 раз — со 100 тысяч до 4 тысяч. При этом численность продолжает снижаться. Так, в Индии, где обитает наибольшее количество тигров, их численность в 1995—2005 гг. сократилась с 3,5 тысяч до 1,4 тысячи. В ряде регионов тигры исчезли совсем — Закавказье (1930-е гг.), Средняя Азия (1960-е гг.), о. Бали и о. Ява (Индонезия, 1960—1980-е гг.). В настоящее время тигры сохранились на территории 14 стран — Бангладеш, Бутан, Вьетнам, Индия, Индонезия, Камбоджа, Китай, КНДР (не подтверждён), Лаос, Малайзия, Мьянма, Непал, Россия, Таиланд.
Немногим менее полутора тысяч живёт во Вьетнаме, Лаосе, Таиланде, Китае и Бирме. Популяция южно-китайского насчитывается менее 30 голов, а амурского тигра, по оценкам Всемирного союза охраны природы на 2005 год — около 500 особей. А по предварительным данным тигриной переписи 2015 года, на Российском Дальнем Востоке обитает не менее 540 амурских тигров.
| Популяция           | Минимальная численность особей | Максимальная численность особей |
| ------------------- | ------------------------------ | ------------------------------- |
| Амурский тигр       | 450                            | 540                             |
| Бенгальский тигр    | 1300                           | 2000                            |
| Индокитайский тигр  | 600                            | 1200                            |
| Малайский тигр      | 600                            | 650                             |
| Южно-китайский тигр | 20                             | 30                              |
| Суматранский тигр   | 400                            | 500                             |

## Охрана

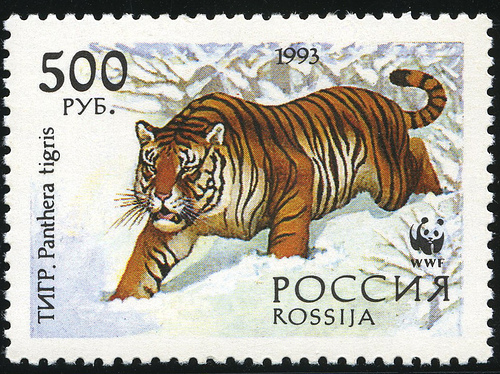
Почтовая марка с изображением тигра. Россия. 1993

Тигр находится под международной охраной, внесён в Красную книгу МСОП, Приложение 1 СИТЕС. С 1947 г. действует полный запрет охоты на тигров. В 1955 г. был запрещён, а затем строго ограничен отлов тигрят.
В мире ежегодно 29 июля празднуется Международный день тигра.
Основным фактором, ограничивающим численность тигров, является хозяйственная деятельность человека и охота: как с трофейной (в основном ради шкуры), так и с лечебной целью (многие органы и части тела тигра используются в традиционной восточной медицине).
Кроме организации специализированных заповедных территорий для сохранности вида, с этой целью используются и другие, менее традиционные средства. В частности, на буддистском фестивале Калачакра в 2006 году Далай-лама XIV произнёс речь, в которой призвал прекратить использование, продажу и покупку этих животных. В результате паломники, вернувшиеся с фестиваля в Тибете, начали массово уничтожать и выбрасывать шкуры тигров и леопардов и даже предметы одежды с их фрагментами.

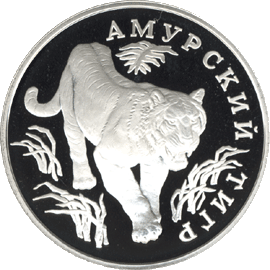
Аверс монеты Один рубль, Россия, серебро 900\1000 пробы. Серия: Красная книга. Дата выпуска: 29.09.1993. Чеканка: Ленинградский монетный двор

Другим рынком спроса, приводящем к уничтожению тигров, является использование его органов и тканей в традиционной восточной (в основном китайской) медицине: наиболее известными медицинскими продуктами такого типа являются обезболивающие средства и афродизиаки. Использование частей тела тигра в медицине в Китае запрещено и подлежит уголовному наказанию; тем не менее нелегальный оборот данных материалов на чёрном рынке происходит в больших объёмах.
В 2007 году на 14-й конференции сторон Международной конвенции СИТЕС была принята резолюция о запрете разведения тигра в неволе для торговли частями его тела.
В результате охоты и разрушения естественной среды обитания численность тигров в последние десятилетия сильно сократилась. Сто лет назад в мире насчитывалось около 100 тысяч диких тигров; сейчас их численность снизилась до 2500 взрослых особей, способных к размножению, причём численность ни одной из отдельных популяций не превышает 250 взрослых животных. Тем не менее вероятность исчезновения тигра как биологического вида незначительна благодаря наличию около 20 тысяч животных, содержащихся в неволе (наибольшее количество тигров в неволе содержится в США, где на 2005 год имелось 4692 тигра).
В большинстве стран, на территории которых располагается ареал, охрана тигров находится под патронажем главы государства или правительства. Однако без участия общественности прогресс в природоохранной сфере невозможен даже при поддержке правительства стран и международных природоохранных организаций.
В связи с этим, одним из необходимых направлений является привитие широкой общественности, с помощью экологических проектов, современных экологических представлений о необходимости охраны тигров и их мест обитания.

### Охрана в России

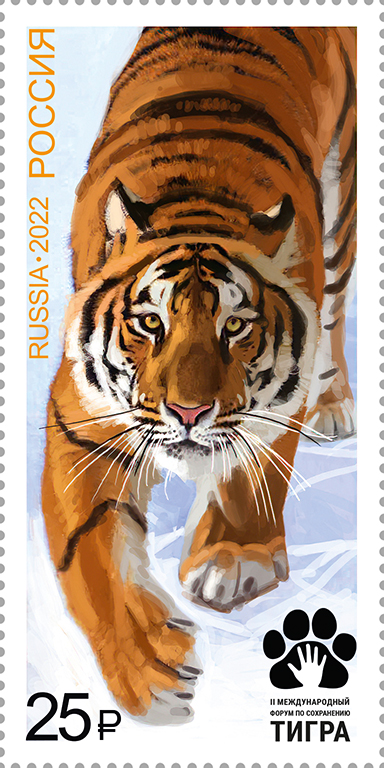
Международный форум по сохранению тигра. Совместный выпуск почтовых марок между Российской Федерацией и странами, являющимися ареалом тигра

На данный момент амурский тигр на территории России занесён в Красную книгу РФ, II категория — «редкий подвид, сохранившийся только на территории России». На территории России тигр официально взят под охрану в 1947 году после внесения данного вида в «Международную Красную книгу». В 1935 году в Приморском крае учреждён Сихотэ-Алинский государственный заповедник, позднее — Лазовский, Кедровая Падь и Уссурийский заповедники, на территории которых сейчас охраняется в том числе и амурский тигр.
Первая «Стратегия сохранения амурского тигра в России» была утверждена Министром охраны окружающей среды и природных ресурсов Российской Федерации 24 июня 1996 года. Целью было обобщить полувековой опыт охраны и изучения амурского тигра в России, наметить всеобъемлющую систему мер по его сохранению. В результате в 1997—2008 годах удалось достичь стабилизации численности животных с постепенным её ростом и расширением ареала хищника.
Охрана амурского тигра на Дальнем Востоке является одной из приоритетных задач с самого начала работы в России Всемирного фонда дикой природы (WWF), который в 1996 году издал «Стратегии сохранения амурского тигра в России». Данный документ определяет главные направления деятельности по сохранению тигра на Дальнем Востоке России.
С целью привлечения внимания общественности к проблеме сохранения тигров в дикой природе в России проводится ежегодный праздник-акция под названием «День тигра на Дальнем Востоке». Впервые, он стал отмечаться в 2000 году во Владивостоке по инициативе и при поддержке Фонда «Феникс», а также писателя и охотоведа Владимира Тройнина. В 2001 году глава администрации Владивостока подписал постановление о проведении праздника ежегодно в четвёртое воскресенье сентября.
В 2008 году в России была начата Программа изучения амурского тигра на российском Дальнем Востоке, разработанная РАН. Целью программы является разработка научных основ сохранения этого хищника.
В июле 2010 года распоряжением Министерства природных ресурсов и экологии России утверждена национальная Стратегия сохранения амурского тигра.
Международный Тигриный Саммит на уровне глав правительств 13 стран, на территории которых обитают тигры, планировалось провести в сентябре 2010 года во Владивостоке. Позднее было принято решение провести Тигриный Саммит в Санкт-Петербурге, также дата его проведения была перенесена на конец ноября по организационным причинам. В итоге, саммит прошёл в Санкт-Петербурге с 21 по 24 ноября 2010 года. В ходе саммита обсуждались проблемы сокращения мировой популяции тигров, а также создания российско-китайского заповедника. Итогами саммита стало подписание странами-участницами «Глобальной программы по сохранению и восстановлению тигра», а также «Декларации Глав Правительств о сохранении тигра».
Летом 2013 года Русским географическим обществом по инициативе президента России В. В. Путина был создан специальный Фонд — "Центр «Амурский тигр». Фонд будет заниматься сохранением и увеличением популяции амурского тигра.

## Изучение в природе
Существует ряд основных способов, с помощью которых происходит изучение тигра в природе:
- Тропление — наиболее ранний способ изучения тигров. Суть метода заключается в прохождении в зимнее время по следам и тропам тигра с целью установления численности и динамики популяции, возрастного и полового состава, репродуктивной способности. Для идентификации принадлежности отпечатков той или иной особи используется методика, основанная на возрастной разнице размеров отпечатка плантарной мозоли, путём измерения её ширины.
- Радиотрекинг — слежение за местоположением и перемещениями тигра при помощи радиоошейника.
- Трекинг с помощью GPS-передатчиков. Сравнительно недавно на замену радиоошейникам пришли ошейники с GPS-передатчиком. Заряда элемента питания такого ошейника хватает примерно на 500 дней, после чего он автоматически отстёгивается[91]. Для установки ошейников с передатчиками, тигров предварительно ловят. В местах, где тигр появляется наиболее часто, на дереве устанавливают специальную петлю из стального троса. На дереве оставляют приманку из валерианы. Когда тигр проходит мимо, его лапа попадают в петлю, которая затягивается, а передатчик, связанный с петлёй специальной леской, отправляет соответствующий сигнал о срабатывании ловушки[91].
- Фотоловушки. В местах передвижения тигров устанавливаются фотоаппараты, которые с помощью инфракрасного датчика срабатывают на движение проходящих мимо животных. Камеры обычно ставят попарно. В России на территории Уссурийского государственного природного заповедника для этих целей используются модели фирм LifRiver и Reconix[91]. Данный метод позволяет идентифицировать отдельные особи, установить численность и плотность популяции.

## Тигр и человек

### Охота на тигров

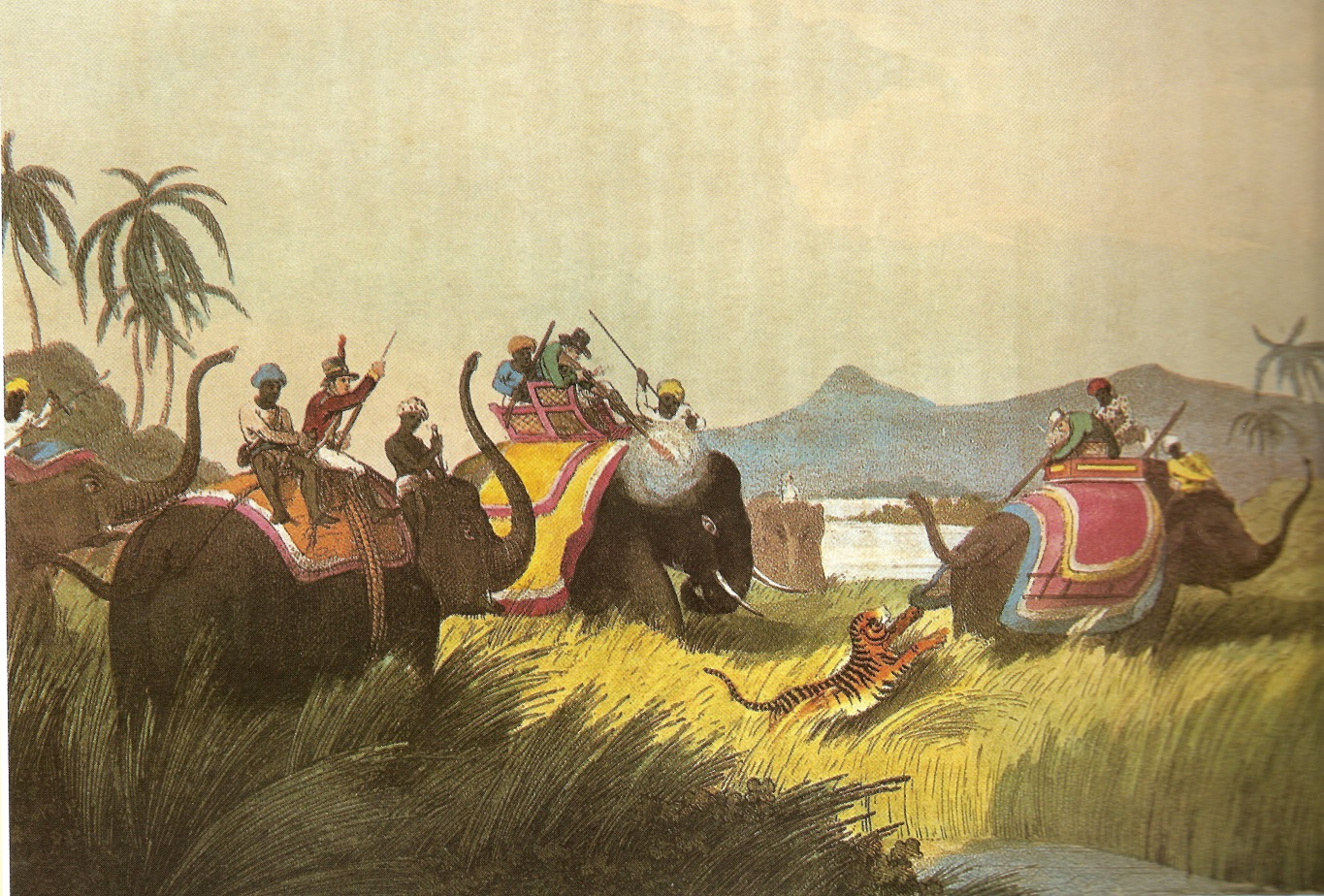
Иллюстрация, изображающая охоту на тигров в Индии в XIX веке

Люди на протяжении всей истории охотились на тигра, который является желанным охотничьим трофеем.
Согласно одной из легенд, Александр Македонский после завоевания Средней Азии и постройки на берегу Сырдарьи города — Александрии эсхата (Худжанд) углубился в малонаселённые земли на севере за Сырдарьёй и в окрестностях современного Ташкента охотился на тигров с помощью дротиков.
Отловом и охотой на тигров в древней Корее занимались специальные охотники, а сам процесс был весьма ритуализирован: тигра нельзя было называть по имени и запрещалось разговаривать во время охоты. Одежда охотников отличалась от таковой остального населения — они носили синюю холщовую куртку и хлопчатобумажный тюрбан из синей материи, украшенный цветными бусами, непременным атрибутом также было ожерелье из бобовых зёрен. Меню охотника обязательно включало в себя мясо тигров. Охотники занимали привилегированное положение в корейском обществе, их освобождали от необходимости платить государственные подати.
Охота на тигров носила массовый характер в XIX и начале XX столетия в Индии, будучи одним из развлечений английских колонизаторов. Охотники могли передвигаться пешком, либо верхом на гаурах, слонах. Часто для привлечения тигров в качестве приманки использовали коз. Иногда местные жители, бившие в барабаны, использовались в качестве загонщиков. Из убитых тигров часто делали чучела, впоследствии украшавшие дома английских аристократов.
Промысловое значение тигра в качестве пушного зверя, несмотря на высокую цену шкуры, было ничтожно. Шкуры преимущественно использовались для изготовления чучел и ковров.
В настоящее время охота на тигров запрещена, но во многих районах всё ещё процветает браконьерство.

### Содержание в неволе
Согласно данным Ассоциации зоопарков и аквариумов мира, примерно 12 000 особей тигров содержится в США в качестве домашних животных. Причиной такой высокой популярности тигра как домашнего животного являются особенности законодательства США: содержание тигров дома запрещено в 19 штатах, в 15 требуется специальная лицензия, а в 16 этот вопрос не регулируется законом.
Увеличению численности тигров в качестве домашних животных способствовало увеличение числа детёнышей от цирковых и содержащихся в зоопарках особей в начале 1980-х годов, а также связанное с этим падение цен на этих животных.

### Тигры-людоеды

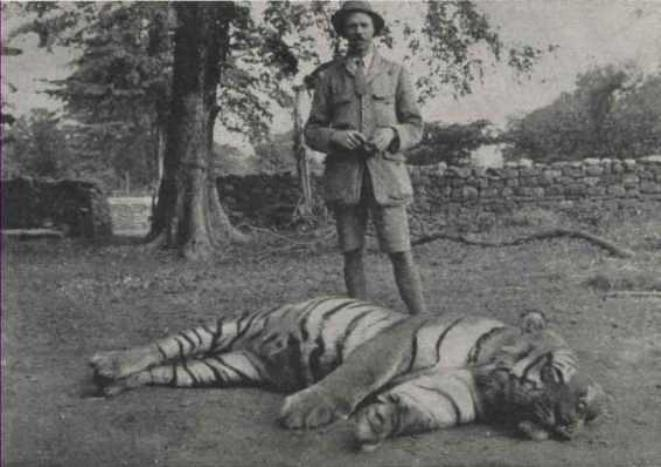
Джим Корбетт и застреленный им тигр «Чампаватский людоед»

Как и в случае львов, среди тигров бывают людоеды; обычно это старые или больные особи с отсутствующими клыками, не способные охотиться на копытных.
Описанные Джимом Корбеттом, известным охотником на тигров, подобные случаи показывают, насколько драматичными и кровопролитными могут быть столкновения тигра с людьми. Одним из наиболее известных случаев людоедства среди тигров является инцидент в Чоугаре (округ Найнитал). Здесь в период с 15 декабря 1925 по 21 марта 1930 жертвами тигрицы-людоеда стали 64 человека.
Проблема тигров-людоедов актуальна и сегодня, особенно в индийском штате Уттар-Прадеш и районе Сундарбан в Бенгалии. В мангровых болотах Сундарбана, где по вине тигров гибнет наибольшее количество людей, на человека временами охотятся и полностью здоровые животные. Индийские зоологи установили, что среди тигров данного региона каждый четвёртый является потенциальным людоедом, и тигры могут нападать на людей случайно.
Однако найден довольно простой способ борьбы с такими людоедами. Дело в том, что тигры-убийцы специально выслеживают людей против ветра или ожидают их в засаде, практически всегда атакуя жертву сзади, со спины. Наиболее простым и действенным средством защиты людей в такой ситуации оказались маска с нарисованными на ней лицом и глазами, надетая на затылок. Эта простая уловка помогает значительно снизить вероятность нападения
С помощью радиоизотопного метода доказана постепенная специализация тигров-людоедов к охоте на людей. В случае с двумя львами-людоедами из Цаво (южная Кения, 1898 год) установленное число жертв варьируется от 28 до 135 человек (железнодорожные рабочие)

### Китайская традиционная медицина

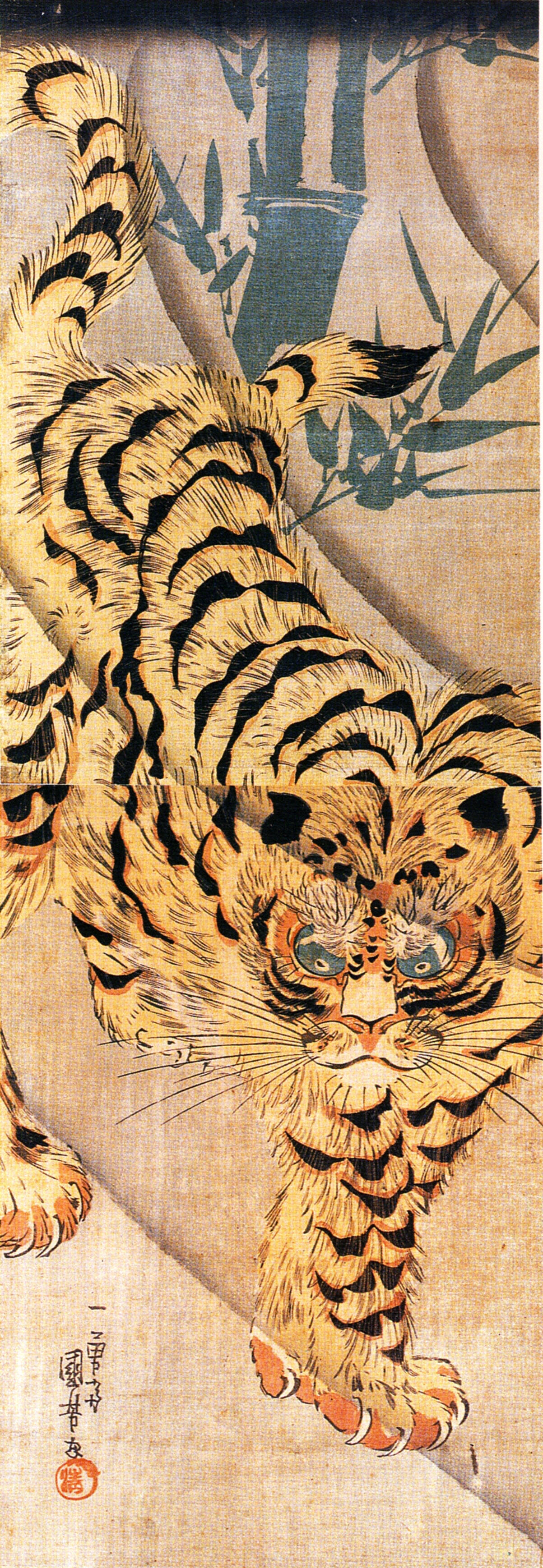
«Тигр», XIX век, Утагава Куниёси

Многие жители Китая верят, что различные части и органы тигров обладают целебным эффектом, и используют их в различных целях, начиная от болеутоляющих средств и заканчивая афродизиаками. Среди прочего из пениса тигра готовят суп. В традиционной китайской медицине используются все части тела тигров — от усов до хвоста и пениса, считающегося мощным афродизиаком. Какое-либо научное подтверждение данных представлений отсутствует. Использование частей тигра в качестве медикаментов на территории Китая запрещено, а браконьерство карается смертной казнью. В связи с этим китайские перекупщики часто размещают криминальные заказы на отстрел тигров среди населения территорий природного ареала тигра в России.

### Мифология, легенды и символизм
Тигр является одним из главных персонажей в мифах народов стран Азии, преимущественно тех регионов, которые являются естественной зоной его обитания. Он часто описывается как царь зверей, повелитель всех обитающих на суше животных, символ силы и монархии. Тигра обычно связывают с воинской доблестью, так в Индии его изображение — воинская эмблема. Хотя в Японии тигр изначально был известен только по мифам, его образ был символом мужества и является атрибутом воинов-героев. В Юго-Восточной Азии и Корее тигра почитали как бога-хозяина гор и пещер, покровителя правящих королевских родов, и рассматривали как посредника между Небом и Землёй. Неслучайно талисманом Летних олимпийских игр 1988 года в Сеуле был выбран тигрёнок Ходори. Также корейцы верили, что оберегами служили предметы быта, украшенные рисунками, резьбой, вышивкой, в виде тигров.
В Китае верили, что тигр является символом силы и здоровья и отгоняет злых духов и болезни. В даосизме этот хищник ассоциировался с западом, белым цветом, осенью и одним из пяти первоэлементов — водой, и противопоставлялся зелёному дракону — воплощению весеннего востока. Поединок тигра и дракона стал одним из популярнейших символических мотивов китайской живописи. Тигр является одним из Трёх Бесчувственных Существ китайского буддизма, олицетворяет злость, наряду с обезьяной — символом стяжающей алчности, и оленем — олицетворением ненасытной похоти. Также в Китае по верованиям, пять легендарных тигров охраняют стороны света и Центр; синий — восток, чёрный — север, красный — юг, белые — запад и центр. Тигр считается третьим из двенадцати зверей китайского 12-летнего календаря. В Корее первый лунный месяц также носит название «месяца Тигра».
У некоторых азиатских народов существовали представления о тиграх как о первопредках или о другой человеческой расе. Так, малайские племена верили, что тигры имеют социальную организацию, подобную человеческой, а нивхи Сибири и жители Суматры считали их отдельным видом людей. Некоторые народы Индии вводили в свою родословную факт супружества женщины и тигра, называя себя «людьми-тиграми». Во многих районах, где были распространены подобные представления, на охоту и убийство тигров были наложены полные табу. С тигром был также связан культ плодовитости. В разных отдалённых уголках Азии считалось, что для лечения бесплодия или увеличения потомства следует есть мясо тигра, красться по его следам или носить его шкуру. Например, китайская богиня Си Ван Му, повелительница запада, плодовитости и бессмертия, возникает в старинных китайских источниках с тигроморфными чертами.
В античной мифологии зверь менее распространён по географическим причинам, впрочем, грекам и римлянам он был знаком по азиатским странам, а также потому, что тигры некогда обитали в Гиркании (область Персии). Овидий упоминает, что в тигрицу превращалась Фетида, чтобы избежать замужества с Пелеем. Тигр также упоминается как верховое животное Диониса (бога, связанного с Индией), впрочем, чаще эту роль выполняет родственная ему пантера. Также в греческой мифологии тигры иногда служили заменой леопардам, влекущим колесницу Диониса (Вакха). В частности, тигры везут колесницу Бахуса в «Одах» Горация (кн. 3.3; 13-15).
В позднейшей Европе тигр стал восприниматься как воплощение мощи и кровожадности. В бестиариях, это то животное, от которого получила название река Тигр.
В современной западной культуре образ тигра получил своеобразное преломление в татуировках, в том числе и тюремных, обозначая достоинство, силу, жестокость и ярость.

### Изобразительное искусство

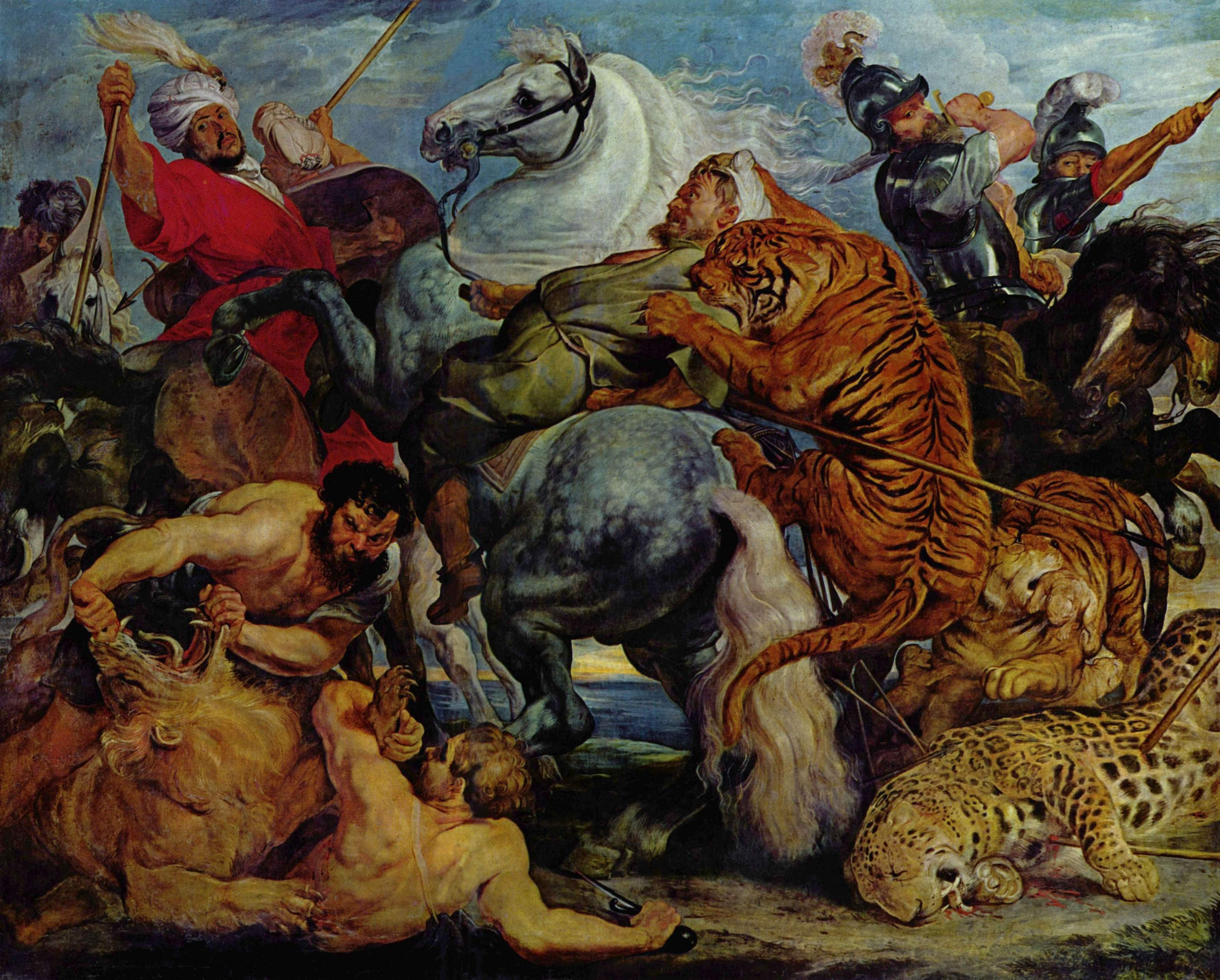
Питер Пауль Рубенс «Охота на тигров и львов» 1618.

Одни из первых произведений живописи, на которых присутствует тигр, были найдены в корейских гробницах, предположительно относящиеся к периоду правления Когурё (37 до н. э. — 668 н. э). Считалось, что изображения тигров оберегают гробницы. Кроме настенной живописи, в гробницах присутствовало много предметов быта, датируемых бронзовым веком (1000 г. до н. э. — 300 г. до н. э.), с изображением тигра: зеркала, топоры, ножи, сосуды, колокольчики, гири, украшения, ритуальные предметы и т.д. Тигр является одним из ключевых сюжетов китайской живописи.
Нередки изображения тигра в индийском искусстве. Одним из самых знаменитых примеров является деревянный механизированный и раскрашенный тигр Типу Султана, пожирающий английского солдата в красной униформе (вывезен из Шрирангапатнама, сейчас находится в музее Виктории и Альберта).
В исламе существует запрет на изображение живых существ, что во многом определяет особенность искусства стран, в которых был распространён ислам. Однако, именно для тигров в суфизме, одной из ветвей ислама распространённой в Средней Азии, было сделано своеобразное исключение, и образ тигра встречается на коврах и тканях, а также на фасадах мечетей города Самарканда в Узбекистане, в том числе на одном из медресе знаменитого архитектурного комплекса на площади Регистан.
Образы тигра присутствовали и в европейской живописи, например, в африканских охотничьих сценах Делакруа и на картине Питера Пауля Рубенса «Охота на тигров и львов» (1618).

### Литература

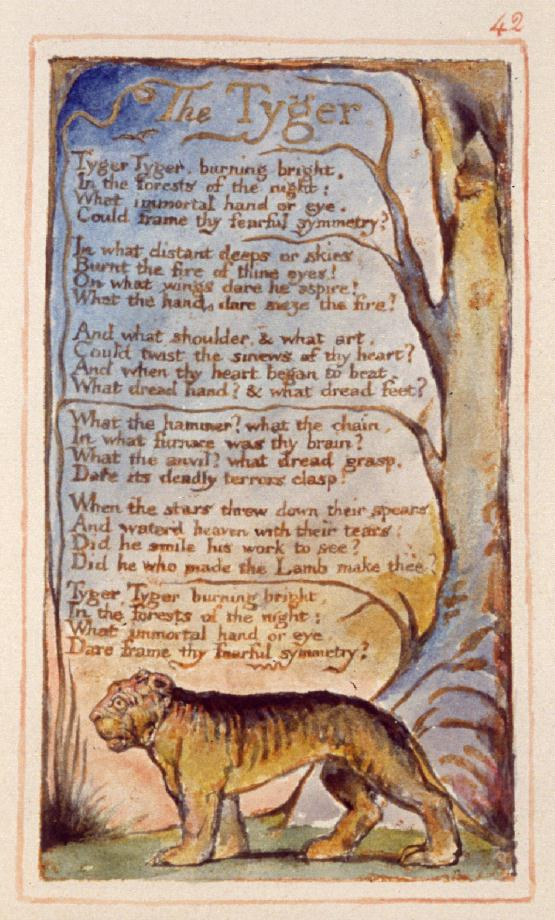
Рисунок со стихотворением У. Блейка «Тигр».

### Кино и музыка
Тигр-людоед фигурирует в одном из последних фильмов Фрица Ланга, который так и называется — «Бенгальский тигр». Тигры — популярные персонажи детской анимации: в мультфильме «Кунг-Фу Панда» (2008) Тигрицу (мастера восточных единоборств) озвучила Анжелина Джоли. В мультфильме «Аладдин» питомцем принцессы Жасмин является тигр Раджа. В мультфильме «Мадагаскар 3» одним из второстепенных персонажей является цирковой тигр Виталий из России. В мультфильме Walt Disney «Winnie the Pooh» — Тигра (скачет на хвосте как на пружинке, и присвистывает при разговоре). В советском мультфильме «Тигрёнок на подсолнухе» (1981) рассказывается об уссурийском тигрёнке, который зимой заснул, согревая маленький росток, а летом проснулся в чаше огромного подсолнуха. В фильме «Полосатый рейс», снятом на киностудии «Ленфильм» (лидер советского проката в 1961 г.), фигурирует группа тигров, вырвавшаяся из клеток на перевозившем их корабле. Также тигрёнок — главный герой мультфильма «По дороге с облаками» (и один из героев мультфильмов-продолжений «Подарок для слона» и «Клад»). В мире комиксов Marvel существует персонаж по имени Тигра. Тигры — главные герои фильма «Два брата». Тигр также снимался в фильме «Лицо со шрамом» с Аль Пачино в главной роли.
Образ тигра возникает и в популярной музыке. Так, в репертуар шведской поп-группы ABBA входила песня с названием «Тигр» (Tiger). В фильме «Рокки 3» прозвучала песня «Глаз тигра» (Eye of the Tiger) группы Survivor, которая стала настоящим хитом и на протяжении многих недель возглавляла Billboard Hot 100.
В фильме «Жизнь Пи» главный герой плавал в лодке наедине с тигром.

### Комментарии
1. ↑  Согласно классификации, принятой группой специалистов МСОП в 2017 году, две основных клады тигров принимаются как подвиды P. t. tigris и P. t. sondaica; статус ископаемых подвидов не входит в компетенцию МСОП[1].